# Kia
Kia Corporation (kor. 기아자동차, IPA: [ki.a]) – południowokoreański producent samochodów osobowych, dostawczych i ciężarowych, z siedzibą w Seulu, działający od 1944 roku. Należy do południowokoreańskiego koncernu Hyundai Motor Group.

## Historia
W maju 1944 roku utworzone zostało przedsiębiorstwo o nazwie Kyungsung Precision Industry które początkowo skoncentrowało się na produkcji stalowych rurek i części do rowerów, a następnie od 1951 roku także rowerów. W tym samym roku zmieniono nazwę przedsiębiorstwa na Kia Industries. Stosowana do dziś nazwa Kia powstała z połączenia dwóch wyrazów: ki (기) oznacza „powstać” lub „wywodzić się”, z kolei „- a” (아) w koreańskim oznacza Azję. Nazwa Kia tłumaczona może być jako „powstała w Azji” lub „pochodząca z Azji”. Podążając za potrzebami rynku lokalnego, w 1961 roku rozpoczęto produkcję motocykli na podstawie udzielonej przez Hondę licencji, z kolei rok później przedstawiono pierwszy pojazd pod marką Kia – trójkołowy, niewielki samochód dostawczy o nazwie Kia K-360 zbudowany na licencji Mazdy, w 1969 roku zastąpiony przez większy i nowocześniejszy T-600.
W 1970 roku rozpoczęto produkcję modelu Kia-Fiat 124 na włoskiej licencji, w ramach której powstało 6770 sztuk pojazdu z przeznaczeniem na wewnętrzny, południowokoreański rynek. Pierwszym pojazdem osobowym marki Kia stała się z kolei Brisa zbudowana na licencji Mazdy, która trafiła do sprzedaży w październiku 1974 roku. W 1979 w zakładach Kii uruchomiono małoseryjną produkcję kolejnych dwóch pojazdów 132 i 604 na licencji europejskich producentów: Fiata i Peugeota.
W 1981 roku Kia była zmuszona zakończyć produkcję Brisy, koncentrując się na produkcji pojazdów ciężarowo-dostawczych w związku z interwencjonistyczną polityką dyktatury wojskowej Chun Doo-hwana. Do produkcji samochodów osobowych pod własną marką Kia powróciła w 1986 roku, zawierając partnerstwo z amerykańskim Fordem. W efekcie, rok później na rynek trafiła niewielki model Kia Pride jako bliźniacza konstrukcja wobec Forda Festivy. W marcu 1990 zmieniono nazwę przedsiębiorstwa na Kia Motors, a na początku lat 90. nastąpiła ekspansja przedsiębiorstwa na rynki obu Ameryk i Europy. Wiązało się to z dynamicznym wzrostem produkcji.

### Fuzja z Hyundaiem
Pomimo rosnącej produkcji, Kia popadła w narastające kłopoty finansowe. Na krótko po rozpoczęciu się azjatyckiego kryzysu finansowego, w lipcu 1997 roku przedsiębiorstwo ogłosiło bankructwo i znalazło się pod zarządem komisarycznym banków. Półtora roku później, nabyciem upadłej Kii zainteresował się rodzimy czebol Hyundai, przewidując, że włączenie jej w swoje struktury przywróci zyskowność najpóźniej po 3 latach. W marcu 1999 roku Hyundai nabył 51% akcji przedsiębiorstwa Kia Motors, w ramach czego doszło do fuzji i utworzenia nowego koncernu Hyundai Motor Group.

### Ekspansja rynkowa
W związku z fuzją z Hyundaiem, Kia pozyskała źródło stabilnego finansowania, które pozwoliło kompleksowo zmodernizować i poszerzyć gamę modelową. Przełożyło się to na przekroczenie w marcu 2005 roku wyeksportowania 5-milionowego samochodu. Wartość ta została podwojona 6 lat później, w 2010 roku, a już w 2015 roku Kia wyeksportowała łącznie 15 milionów pojazdów.

### Dywersyfikacja oferty
Połowa pierwszej dekady XXI wieku przyniosła wdrożenie nowej taktyki koncernu Hyundai Motor Group, w ramach której południowokoreański koncern zdecydował się nadać swoim samochodom nowy wizerunek dzięki zatrudnieniu uznanego projektanta Petera Schreyera. Wzorem bratniego Hyundaia, przyjęto też bardziej zróżnicowaną politykę wobec kluczowych rynków zbytu. Zainwestowano w nowe zakłady produkcyjne w słowackiej Żylinie, gdzie w 2007 roku uruchomiono produkcję pierwszego samochodu zbudowanego specjalnie dla Europy – kompaktowego cee’da. Rok później zadebiutował kolejny pojazd skonstruowany dla bardziej sprecyzowanego grona rynków zbytu, tym razem w postaci kompaktowego Forte, które trafiło do sprzedaży m.in. w Stanach Zjednoczonych, Ameryce Południowej i Australii. 2009 rok przyniósł debiut kolejnego samochodu zbudowanego specjalnie dla rynku europejskiego – małego minivana Venga.
Druga dekada XXI wieku przyniosła kontynuację polityki dywersyfikacji oferty modelowej w zależności od rynku zbytu, wzorując się na macierzystym Hyundaiu wdrażającym w międzyczasie podobne działania. W 2014 roku zadebiutował pierwszy model skonstruowany specjalnie dla Chin w postaci kompaktowego K4, jesienią 2018 roku przedstawiono dużego SUV-a Telluride zbudowanego dla Ameryki Północnej, z kolei w 2020 roku zadebiutował mały crossover Sonet opracowany z uwzględnieniem specyfiki rynku Indii.

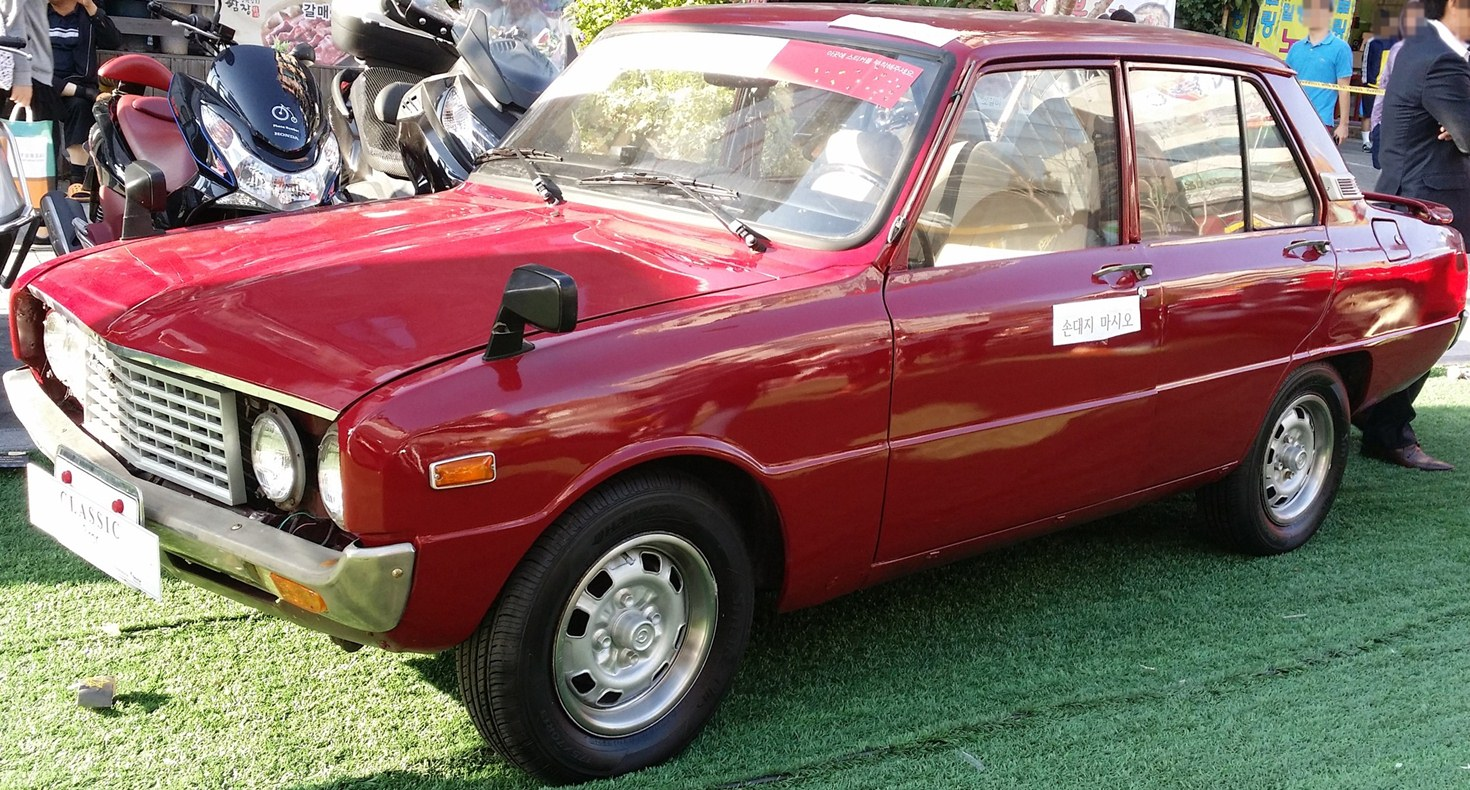
Kia Brisa
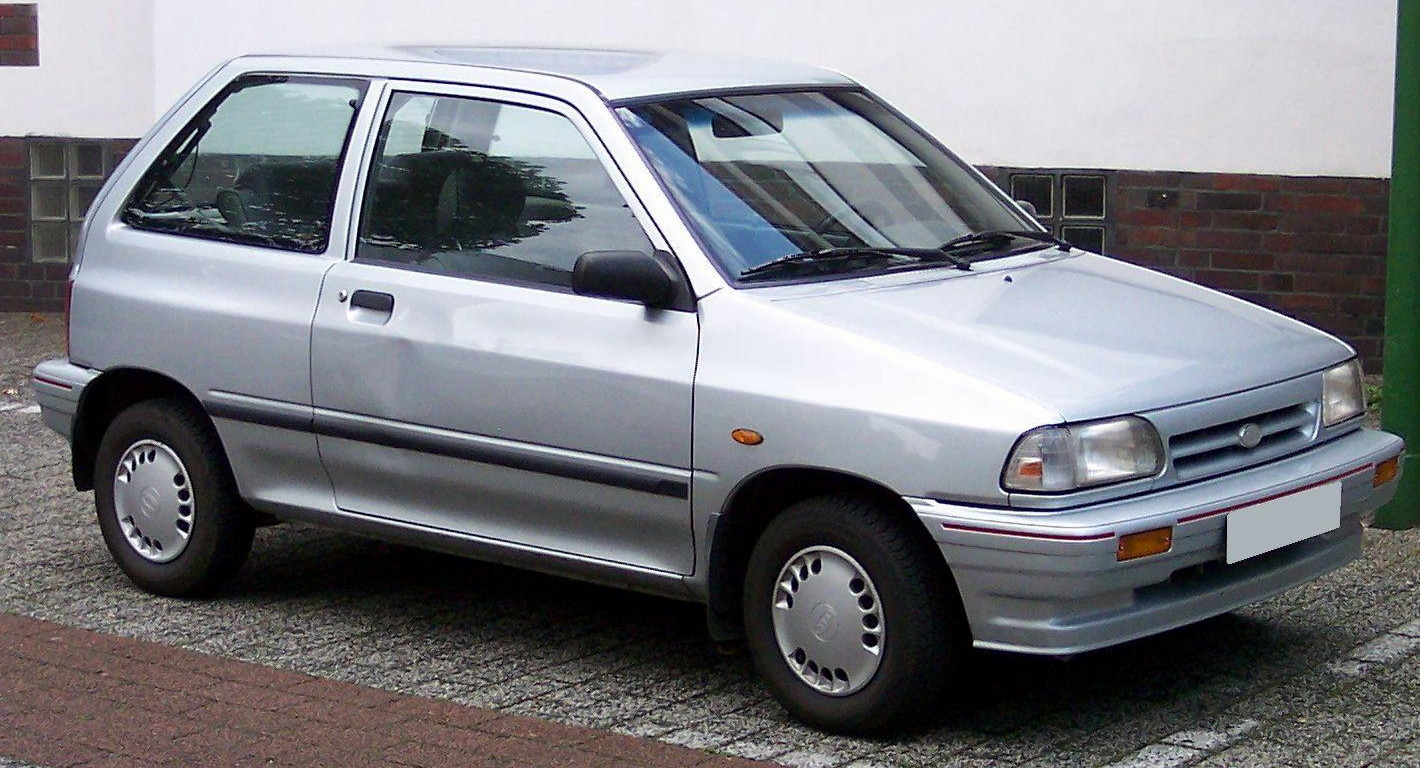
Kia Pride
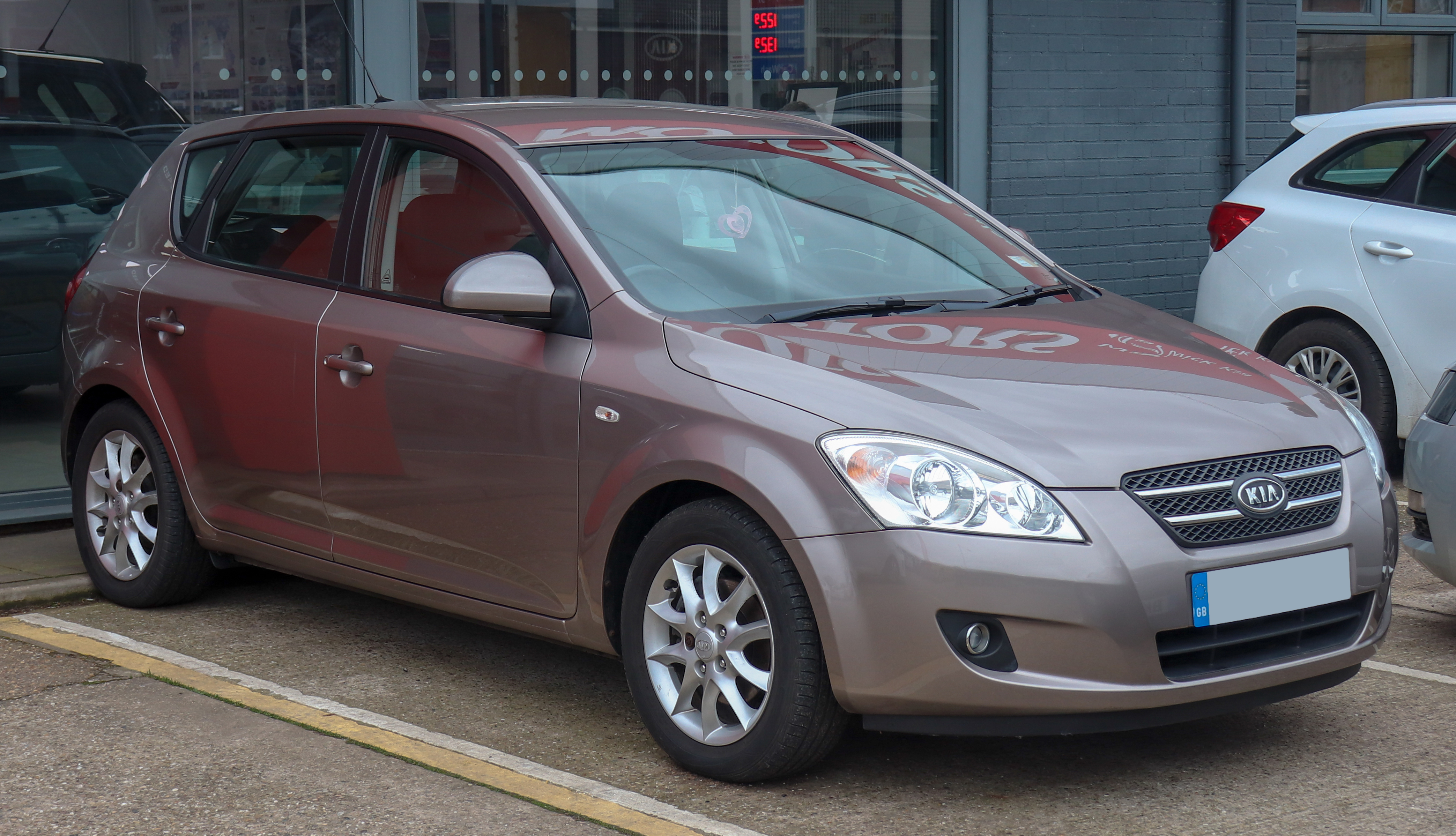
Kia cee’d
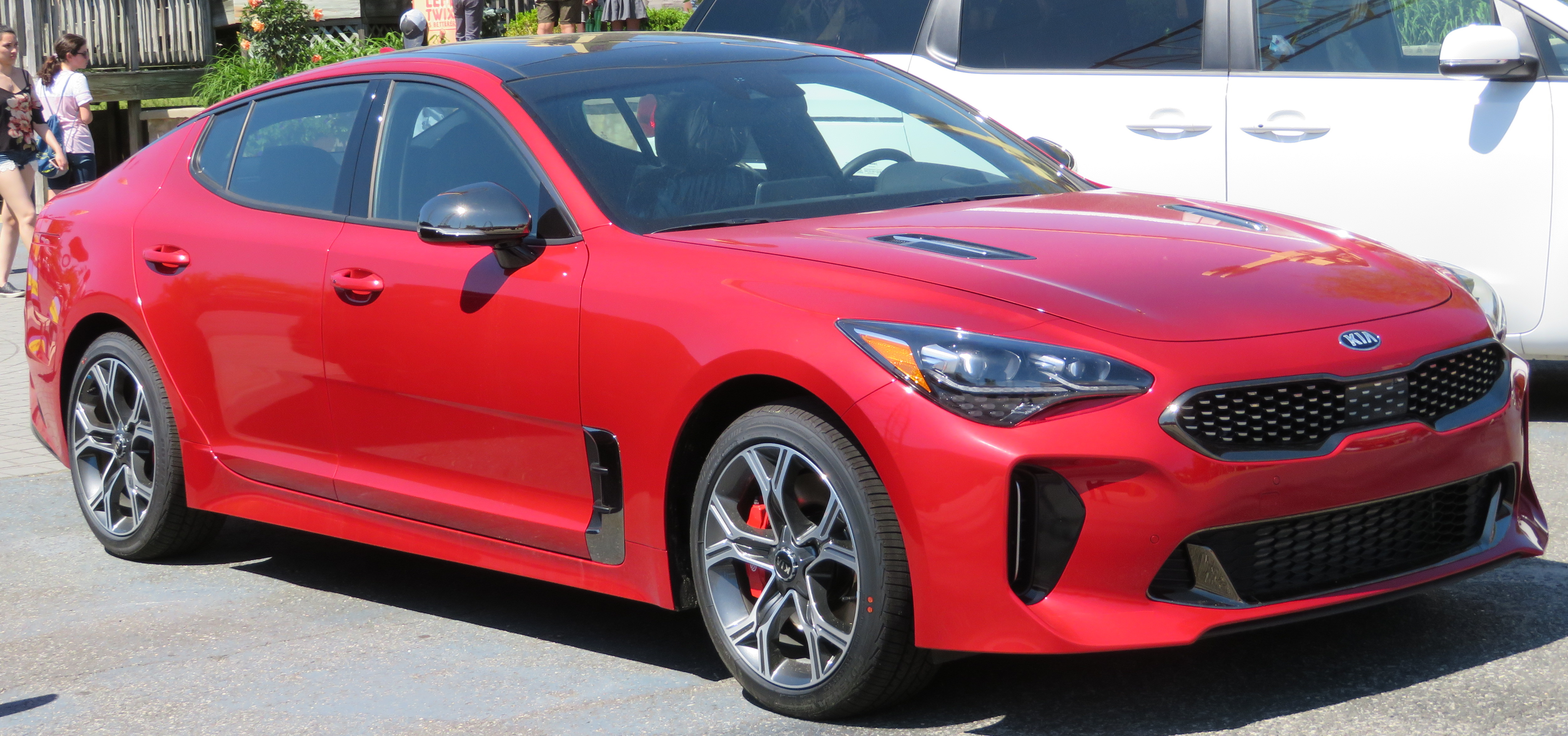
Kia Stinger
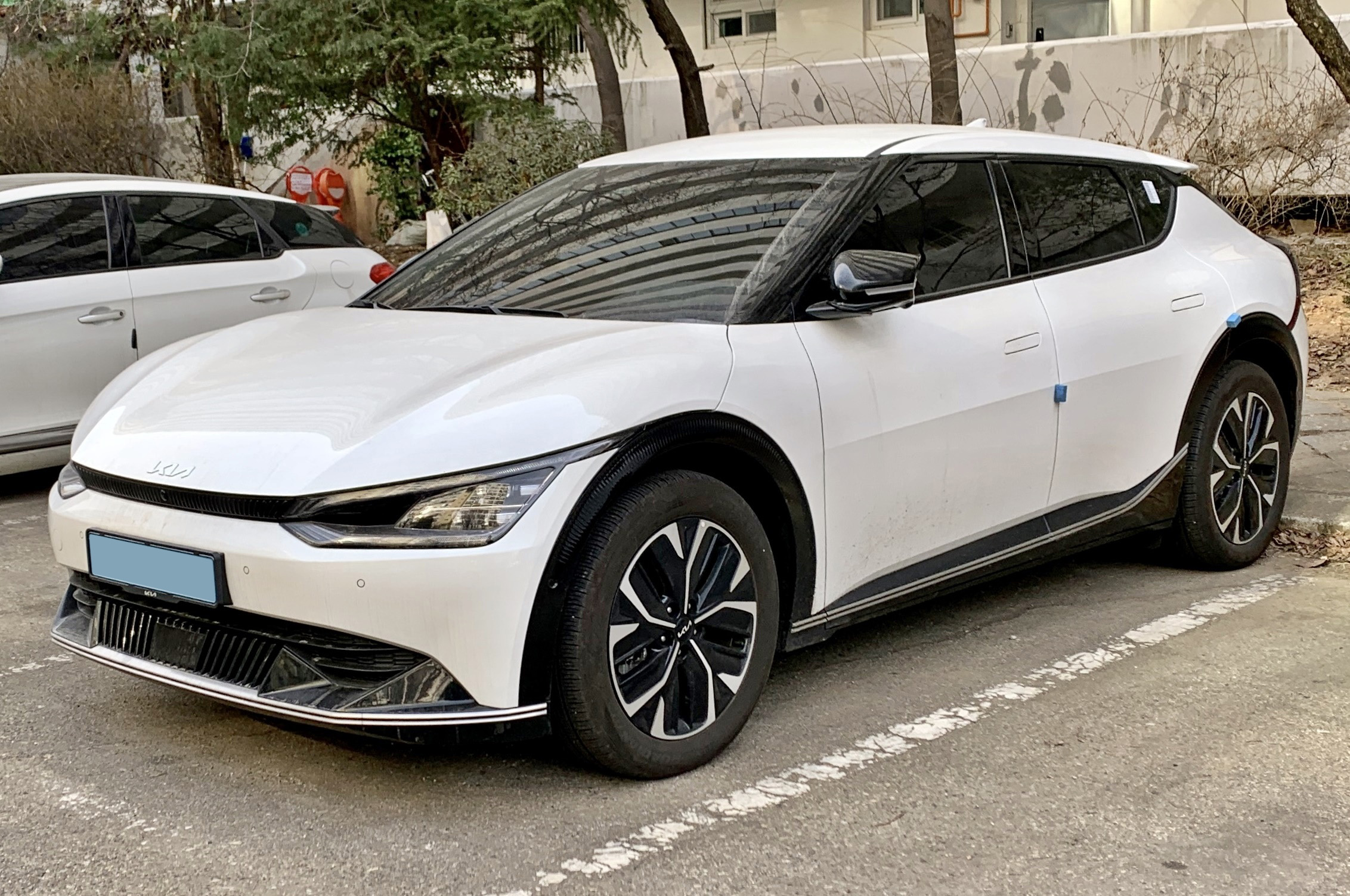
Kia EV6

### Elektryfikacja gamy
Pierwszym seryjnym samochodem elektrycznym Kii był zbudowany z myślą o wewnętrznym rynku kei-car Ray EV przedstawiony w 2011 roku. W lutym 2014 później zaprezentowano z kolei pierwszy pojazd napędzany prądem zbudowany z myślą o rynkach globalnych w postaci crossovera Soul EV, z kolei na przełomie 2018 i 2019 roku gamę samochodów elektrycznych Kii zasiliła kolejna generacja Soula EV, a także większa e-Niro.
We wrześniu 2020 roku Kia zapowiedziała ofensywę modelową wśród samochodów elektrycznych, zapowiadając prezentację 7 nowych samochodów zbudowanych specjalnie z myślą o takim napędzie do 2027 roku. Nowy taktyka producenta przyniosła również zaadaptowanie nowego, bardziej awangardowego języka stylistycznego, a także przedstawienie w 2021 roku zupełnie nowego logo firmowego porzucającego dotychczasowy projekt stosowany od 1994 roku. Na ten sam rok Kia zapowiedziała prezentację pierwszego samochodu elektrycznego zbudowanego od podstaw w tym celu, dzieląc podzespoły z równolegle debiutującym Hyundaiem Ioniq 5. 14 stycznia 2021 zorganizowano kolejną konferencję przedstawiającą plany producenta na trzecią dekadę XXI wieku, w ramach której oprócz nowego logo i hasła zapowiedziano też zmianę nazwy przedsiębiorstwa z dotychczasowego Kia Motors na Kia Corporation.

### Logo
Pierwszym logo stosowanym na pojazdach Kii był napis stylizowany na dymiący komin wkomponowany w literę K, który wprowadzono w 1986 roku. Wzór został porzucony po 7 latach stosowania, kiedy to w 1993 roku producent wdrożył zupełnie nowy logotyp – drukowany napis KIA ze stylizowanym A bez poprzeczki, który objęty został owalnym okręgiem. Wzór ten stosowano przez kolejne 28 lat. W styczniu 2021 roku Kia zaprezentowała swoje zupełnie nowe logo, stanowiące zapowiedź kolejnego rozdziału w historii firmy. Równolegle swoją premierę miał nowy slogan – „Movement that inspires” (po polsku: „Ruch, który inspiruje”), a ponadto zapowiedziano długoterminową strategię biznesową, skoncentrowaną wokół elektromobilności.

## Kia w Korei Południowej

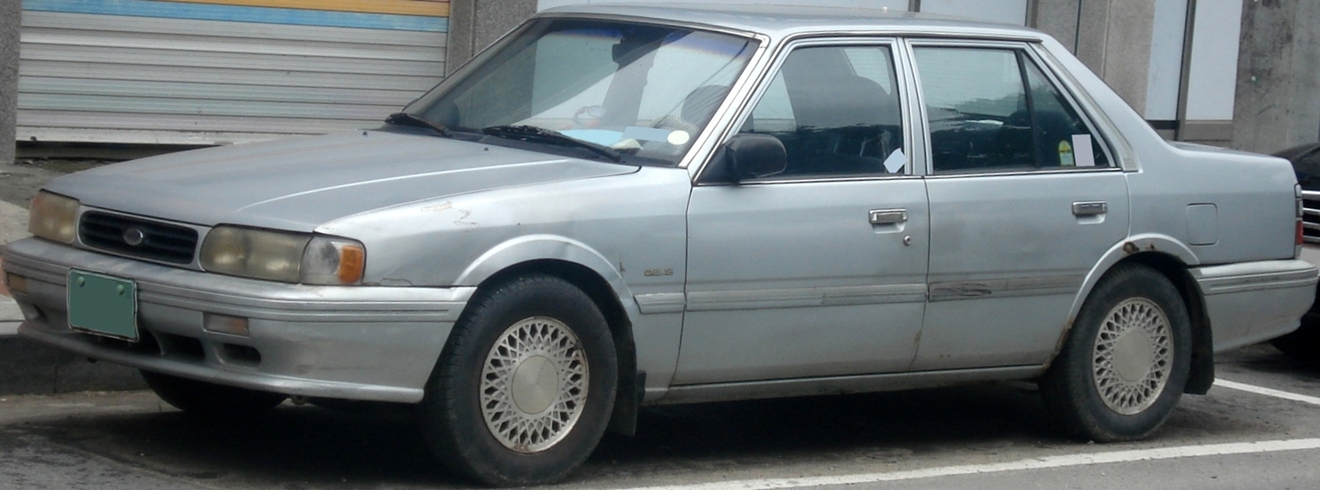
Kia Capital

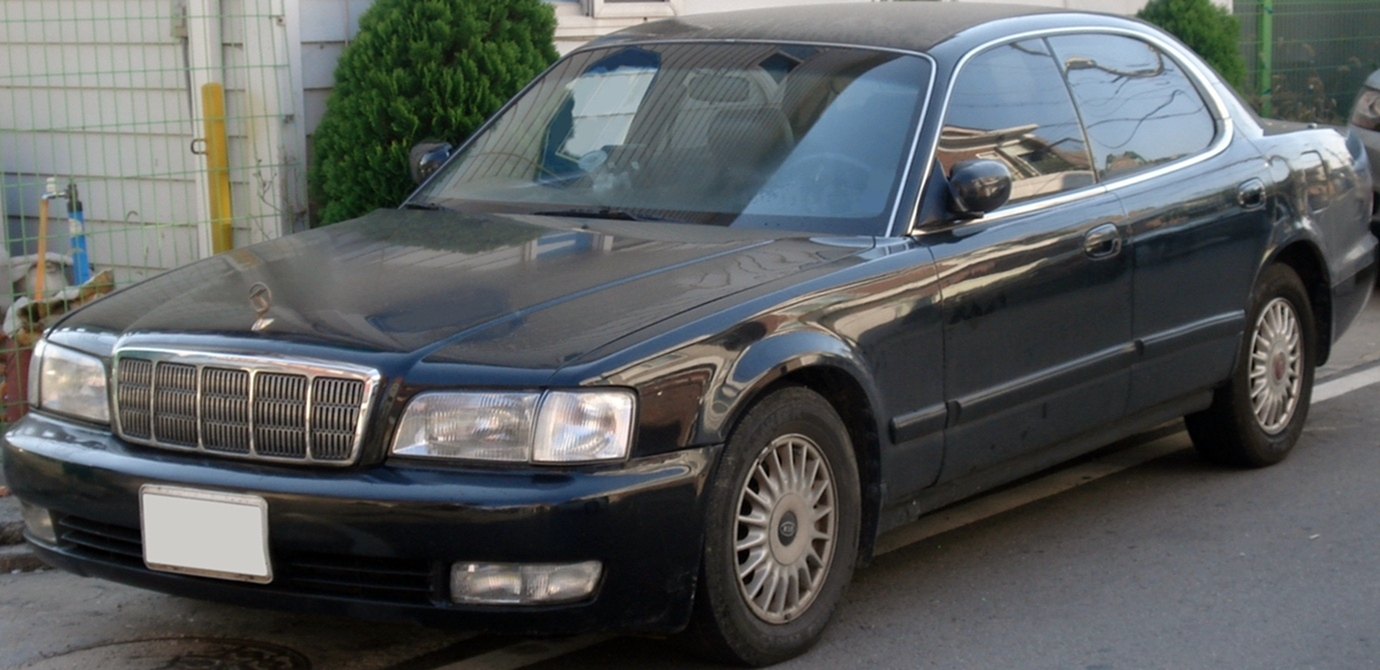
Kia Enterprise

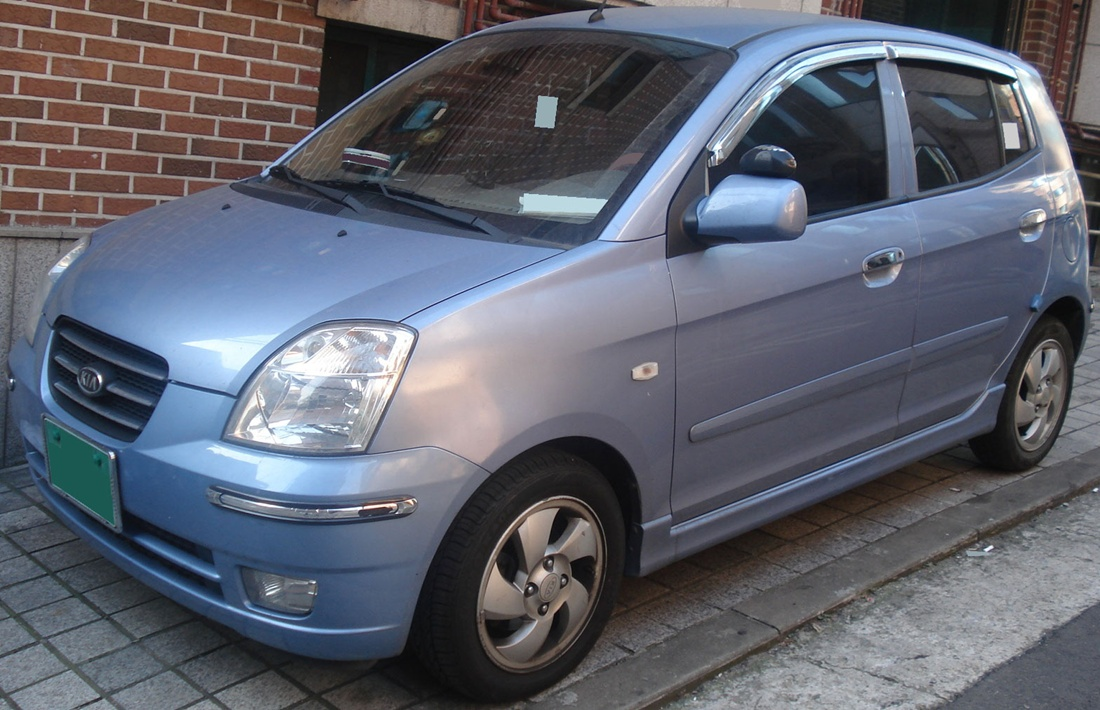
Kia Morning

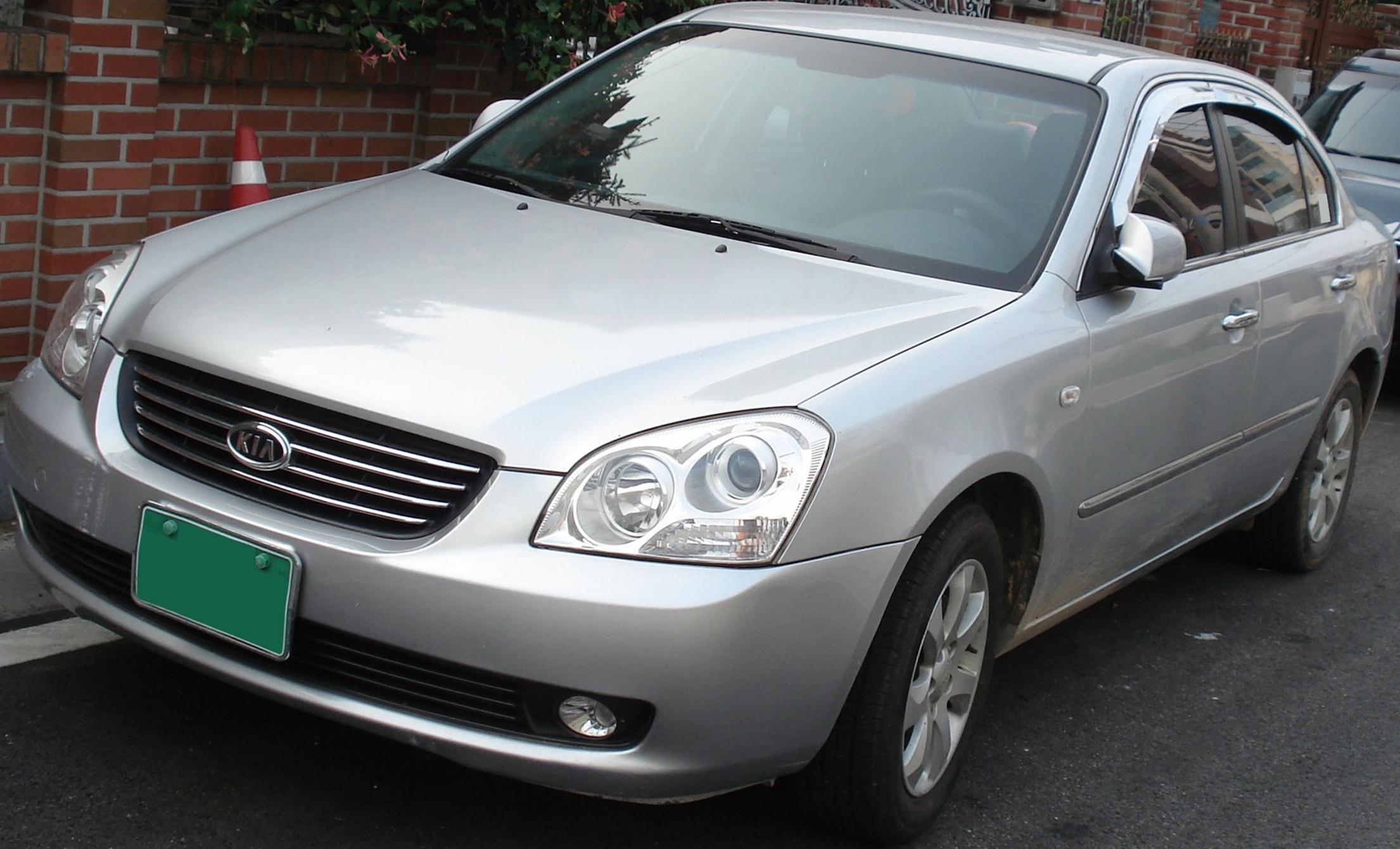
Kia Lotze

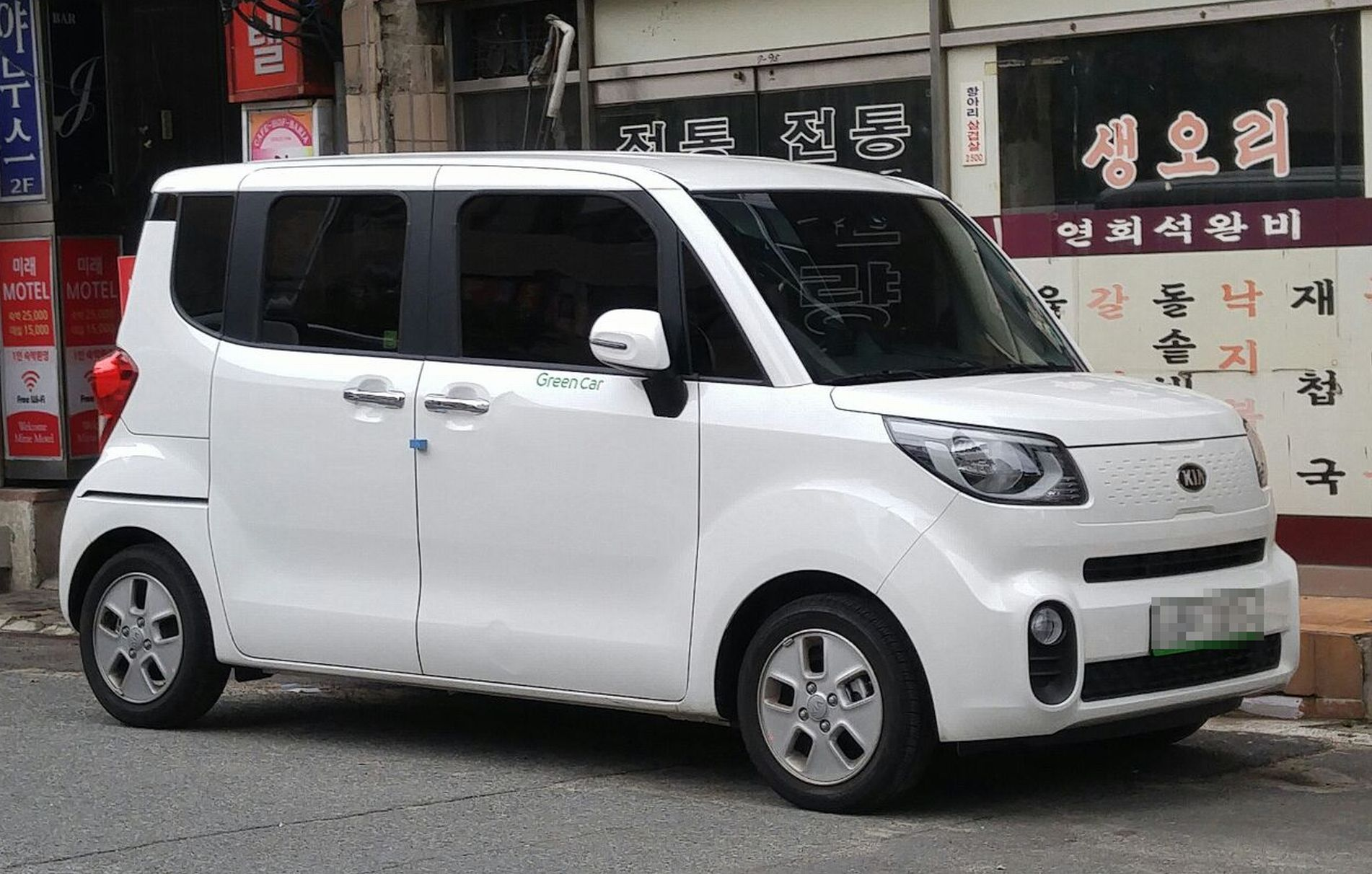
Kia Ray

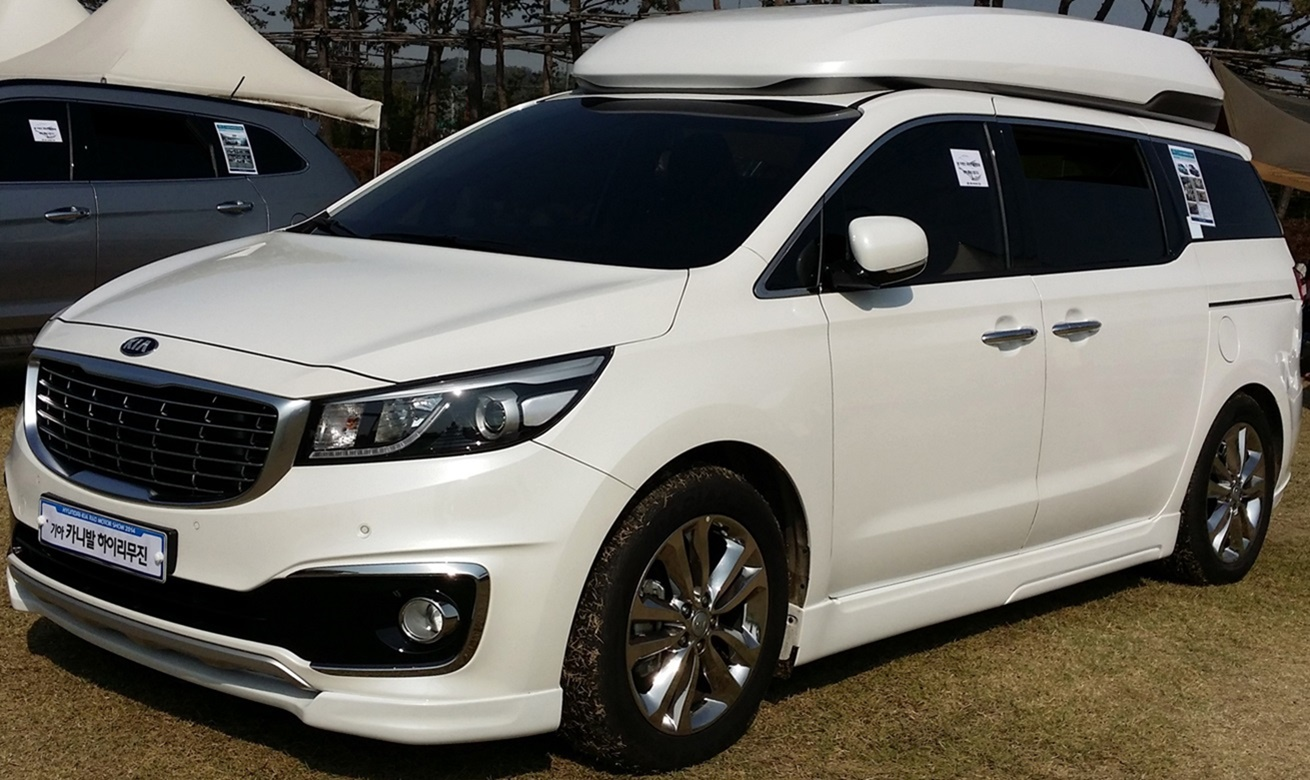
Kia Carnival Hi-Limousine

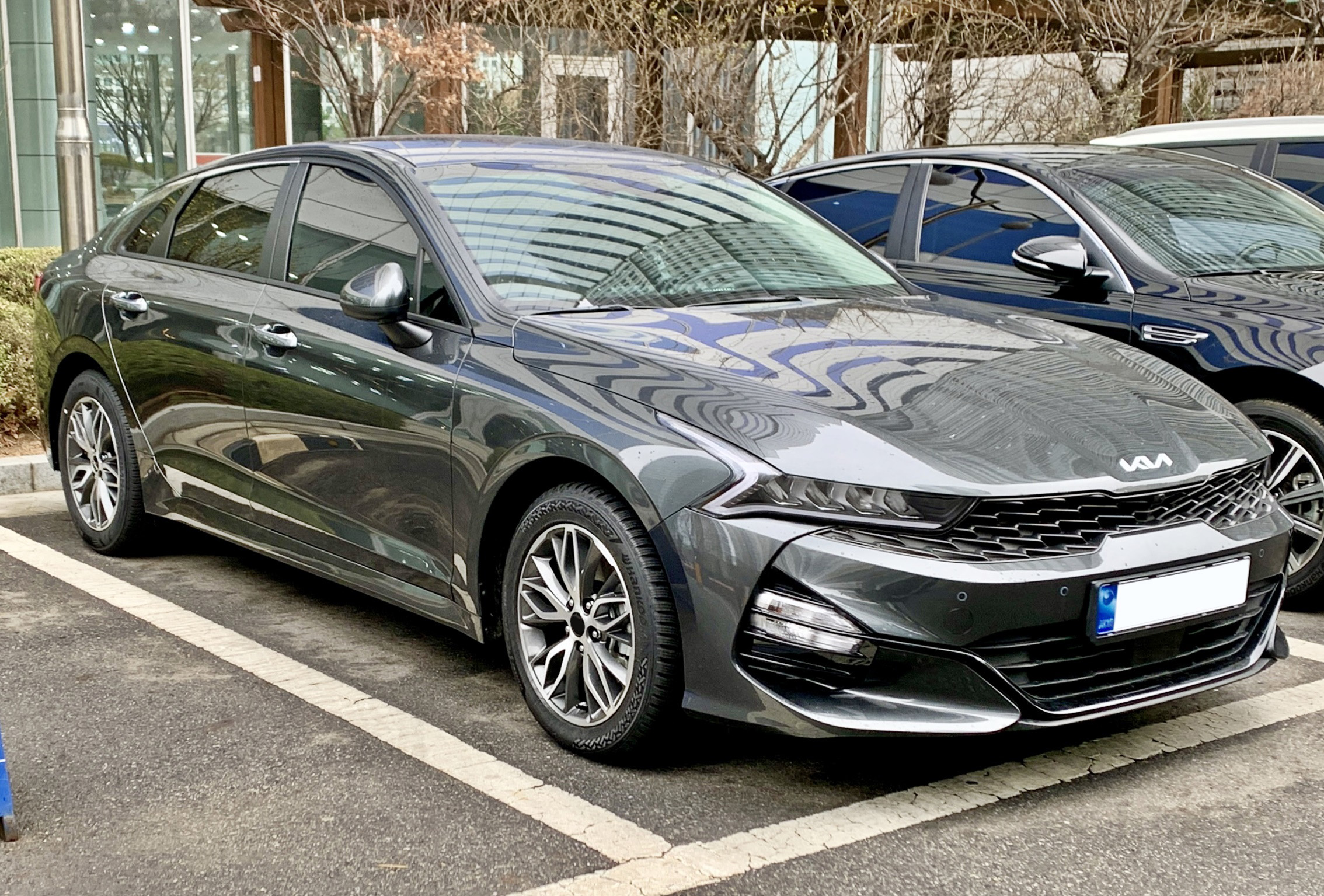
Kia K5

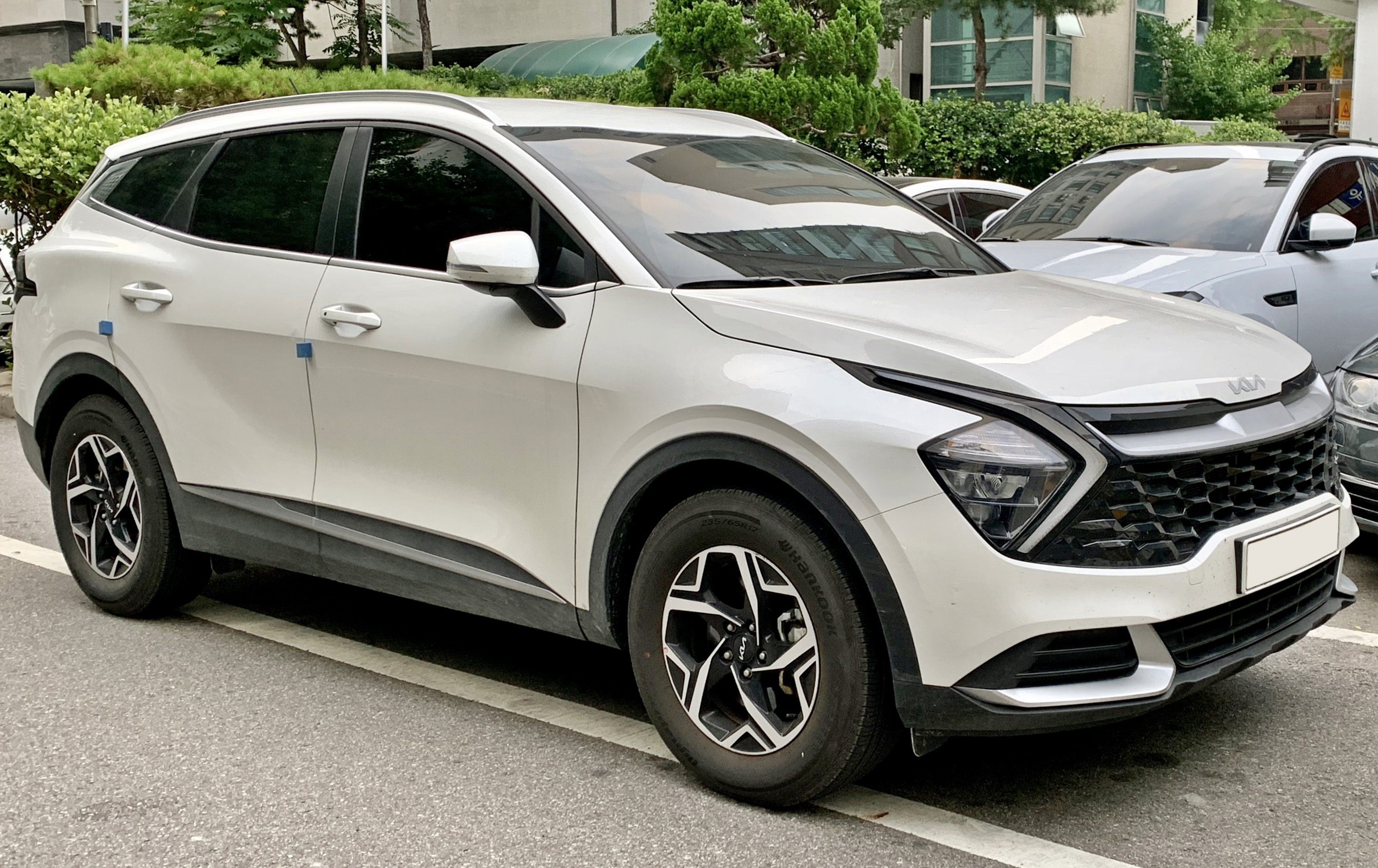
Kia Sportage

Przez pierwsze 40 lat istnienia przedsiębiorstwa Kia, jego działalność była ograniczona do rodzimego rynku południowokoreańskiego. Pomimo rozpoczęcia ekspansji na rynki globalne z początkiem lat 90. XX wieku, producent zachował autonomiczną politykę modelową na wewnętrznym rynku, uzupełniając ją oferowanymi wyłącznie tutaj konstrukcjami zbudowanymi w ramach partnerstwa z Mazdą takimi jak Capital czy Enterprise.
Po fuzji z Hyundaiem, z oferty Kii zniknęły lokalne dla południowokoreańskiego rynku konstrukcje, ograniczając się do nadawania innych nazw znanym na globalnych rynkach modelom, jak np. Morning zamiast Picanto czy Lotze zamiast Optima. Wyjątkiem od tego trendu został przedstawiony w 2011 roku mikrovan Ray w formie kei-cara, którego sprzedaż została okrojona wyłącznie do Korei Południowej. W 2021 roku Kia znacznie ograniczyła swoją obecność w segmencie najmniejszych crossoverów, decydując się wycofać przedstawionego ledwie dwa lata wcześniej Stonica, jak i podobnej wielkości Soula z powodu bardzo niskiej popularności niespełniającej oczekiwań producenta.

### Obecnie produkowane

#### Samochody osobowe
- Ray
- Morning
- K5
- K8
- K9

#### Crossovery i SUV-y
- Seltos
- Niro
- Sportage
- Sorento

#### Minivany
- Carnival

#### Pickupy
- Tasman

#### Samochody elektryczne
- Ray EV
- EV3
- Niro EV
- Niro Plus
- EV4
- EV6
- EV9
- Bongo EV
- PV5

#### Samochody dostawcze
- Bongo

### Historyczne
- K-360 (1962–1969)
- T-600 (1969–1974)
- 124 (1970–1975)
- Brisa II (1975–1976)
- 132 (1978–1981)
- 604 (1978–1981)
- Brisa (1974–1981)
- K-303 (1976–1981)
- Concord (1987–1995)
- Capital (1989–1996)
- Besta (1985–1997)
- Ceres (1983–1999)
- Avella (1994–1999)
- Delta (1994–1999)
- Elan (1996–1999)
- Pride (1987–2000)
- Pride Beta (1987–2000)
- Sephia (1992–2000)
- Shuma (1997–2000)
- Retona (1999–2001)
- Potentia (1992–2002)
- Towner (1992–2002)
- Credos (1995–2002)
- Sportage Grand (1996–2002)
- Parktown (1998–2002)
- Carstar (1999–2002)
- Optima (2000–2002)
- Pregio (1995–2003)
- Enterprise (1997–2003)
- Retona Cruiser (2001–2003)
- Visto (1999–2004)
- Spectra (2000–2004)
- Spectra Wing (2000–2004)
- Optima Regal (2002–2005)
- X-Trek (2003–2006)
- Bongo Coach (2003–2006)
- Cerato (2004–2009)
- Opirus (2003–2010)
- Lotze (2005–2010)
- Forte (2008–2012)
- Forte Koup (2008–2012)
- Grand Carnival (2005–2014)
- Ray EV (2011–2014)
- Sorento R (2009–2014)
- Sportage R (2010–2015)
- Pride (2005–2017)
- Carens (1999–2018)
- K7 (2009–2021)
- Stonic (2019–2021)
- Soul (2008–2021)
- Soul EV (2019–2021)
- Stinger (2017–2023)
- Mohave (2008–2024)
- K3 (2012–2024)
- K3 GT (2012–2024)

## Kia w Europie

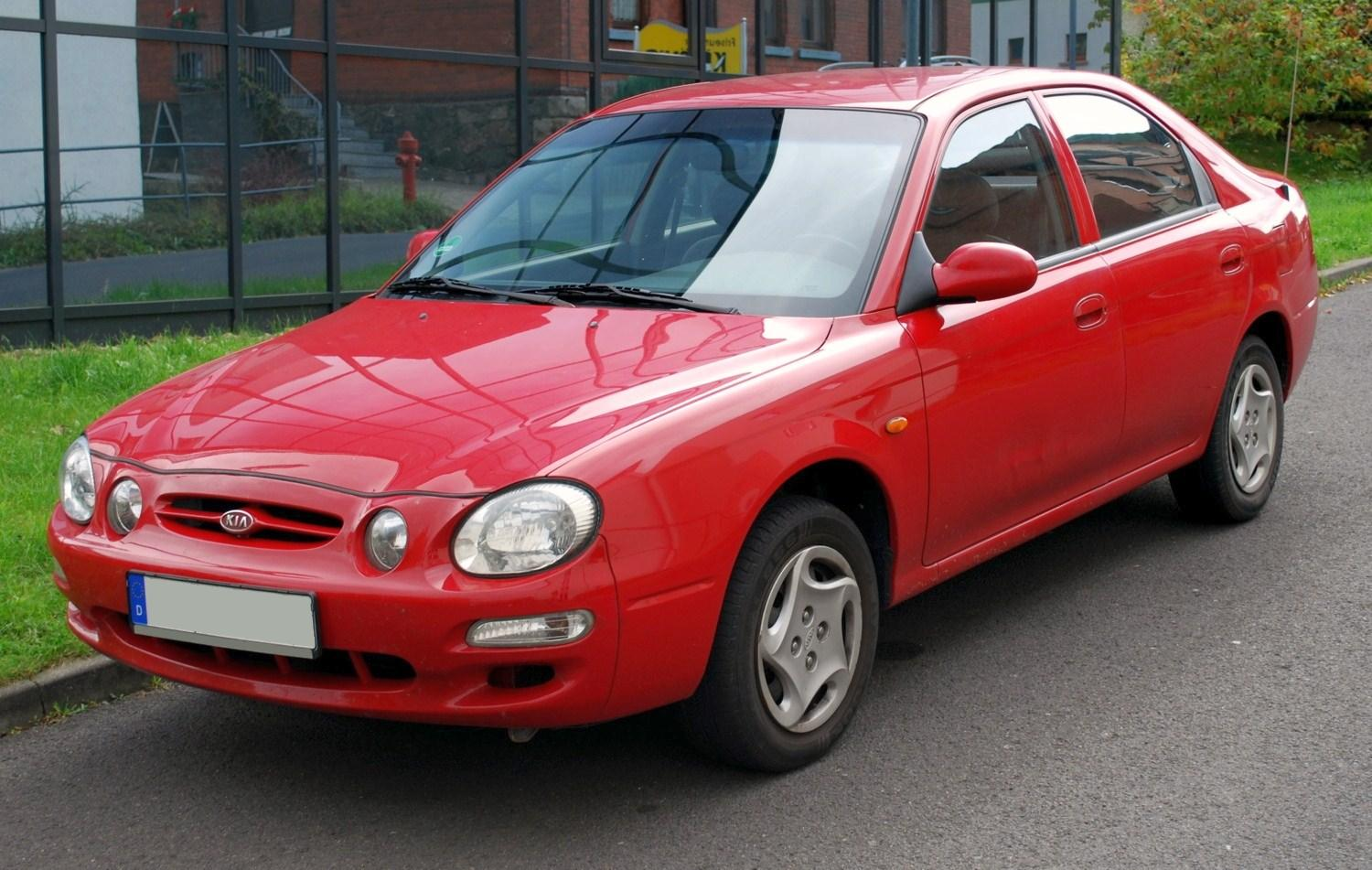
Kia Shuma

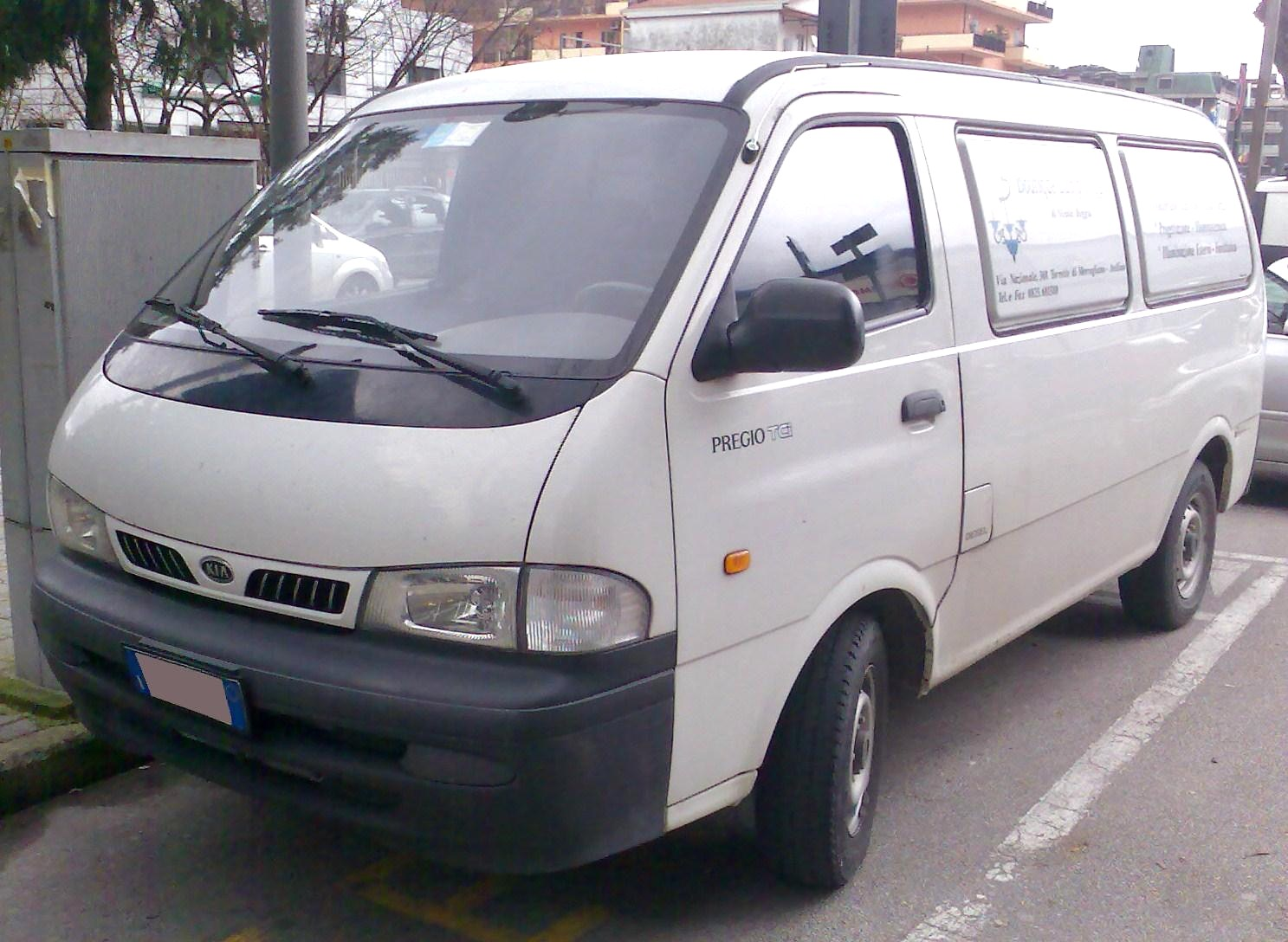
Kia Pregio

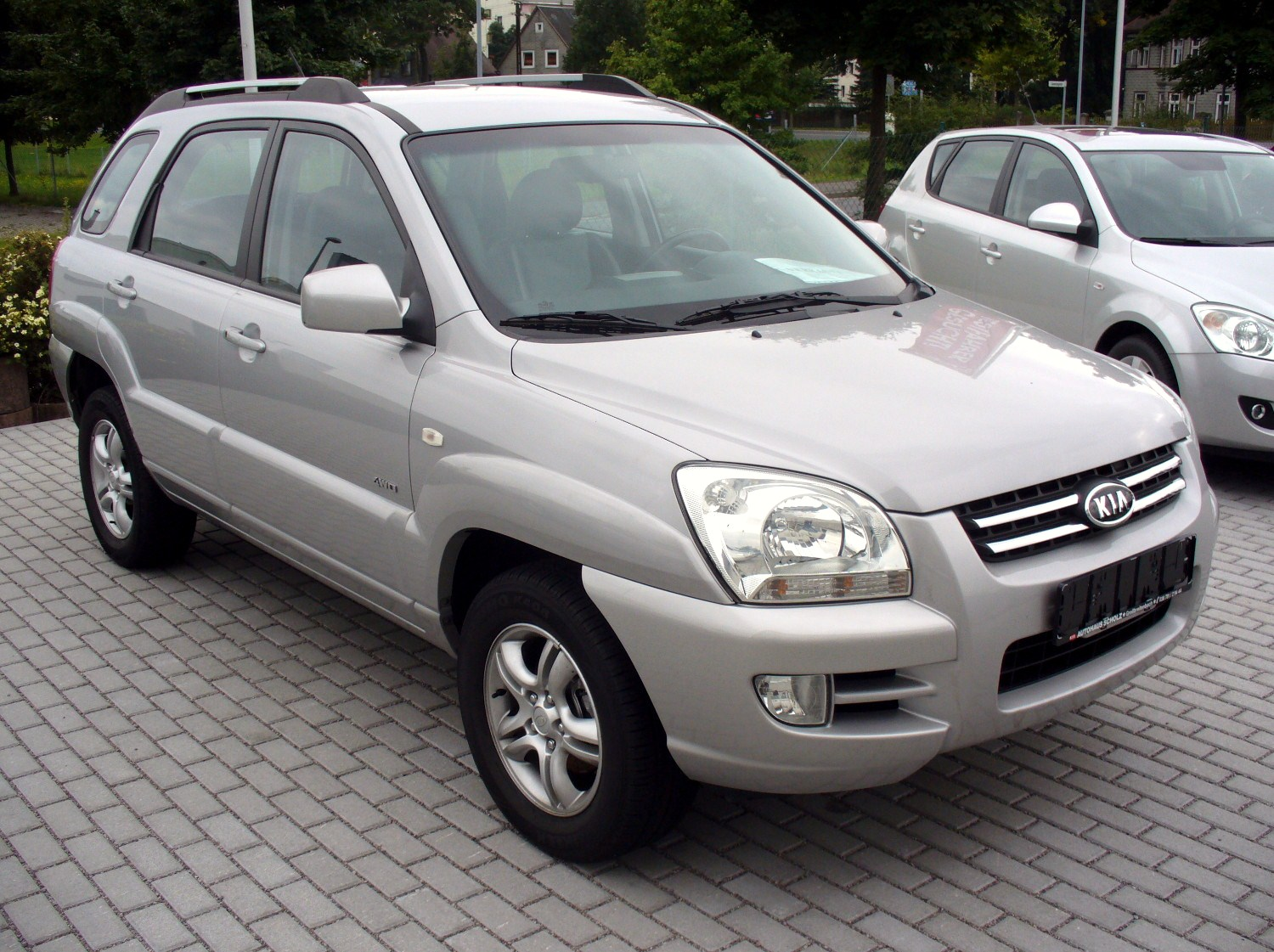
Kia Sportage

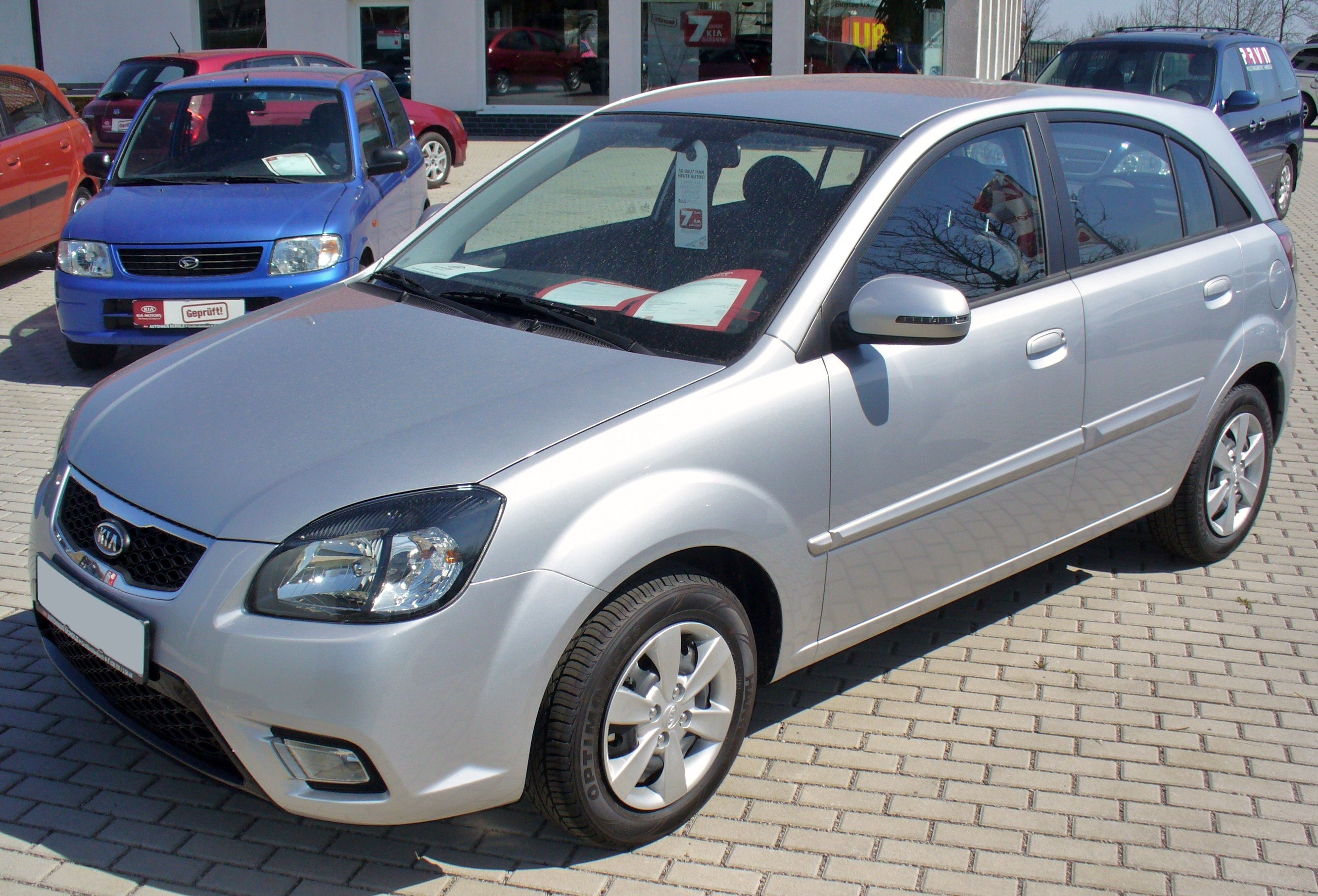
Kia Rio

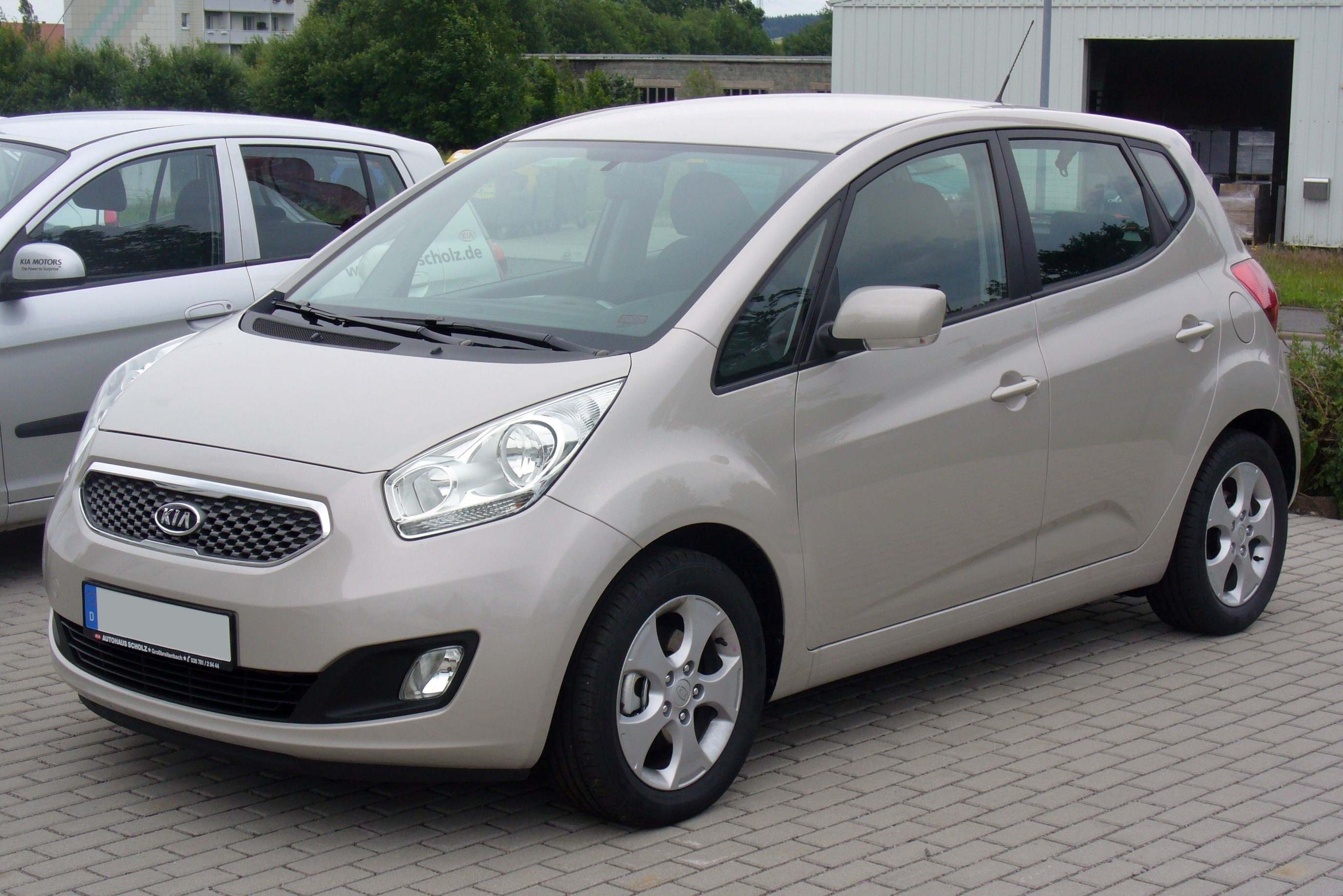
Kia Venga

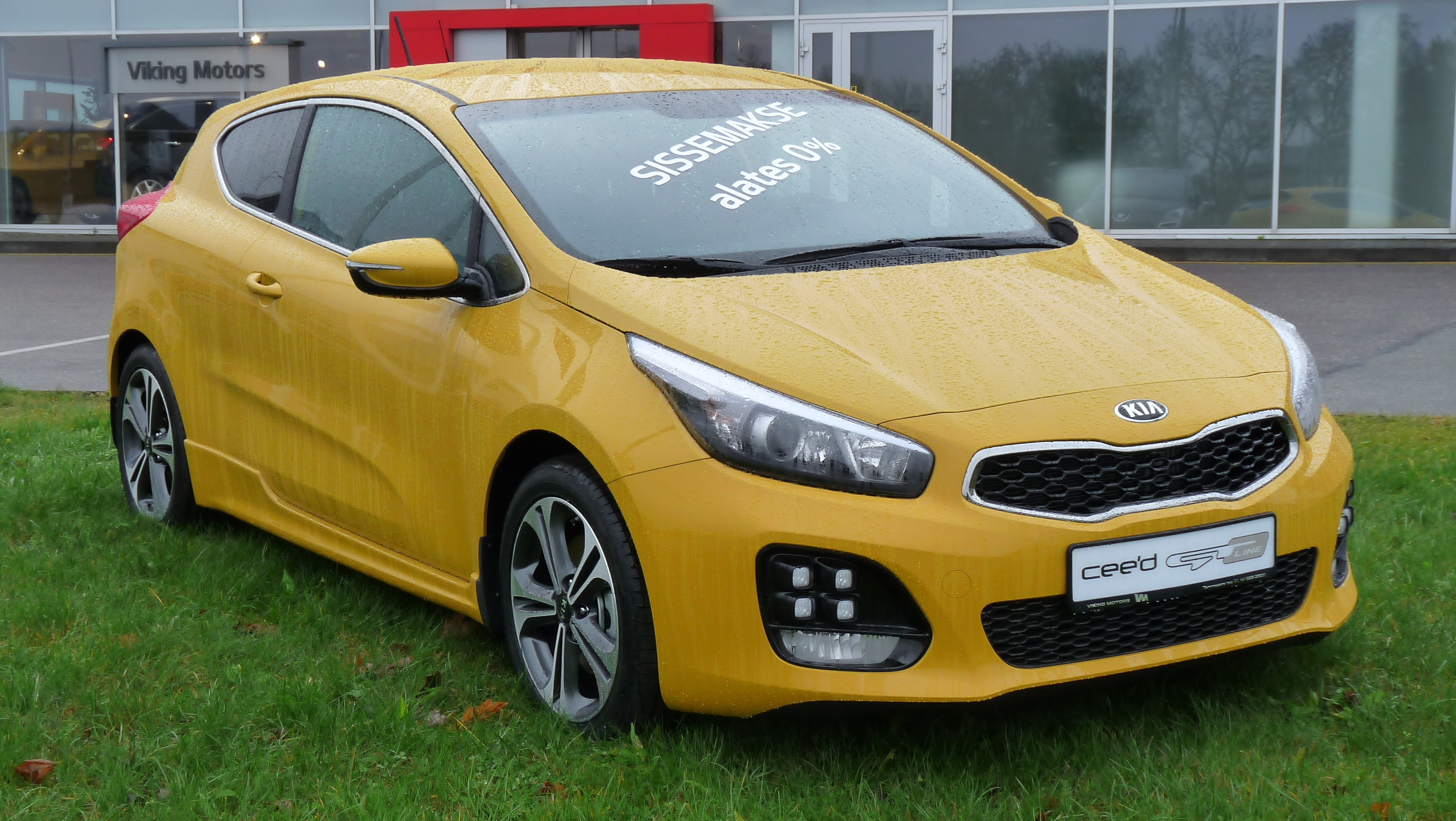
Kia pro_cee’d

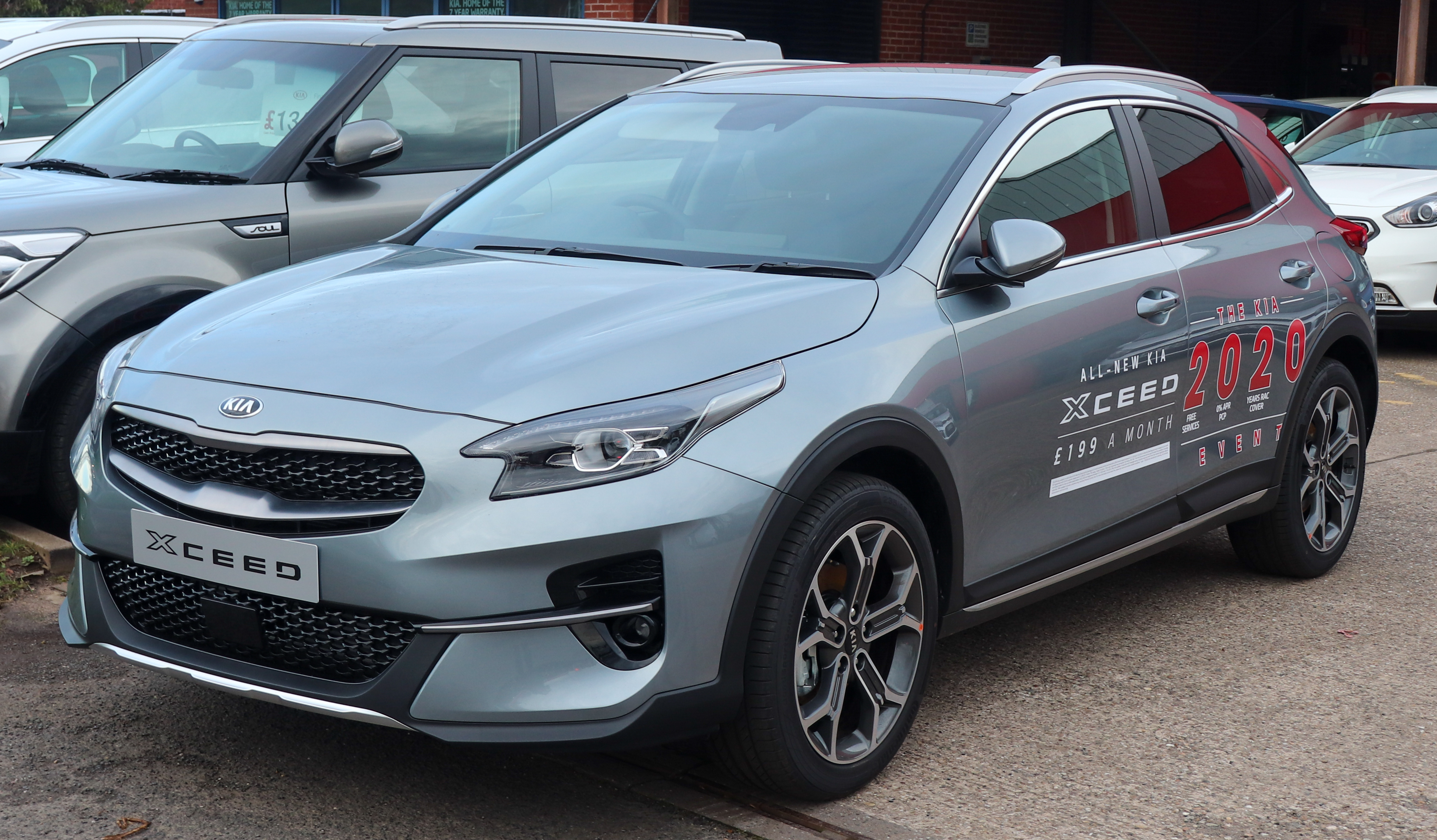
Kia XCeed

Kia rozpoczęła działalność na rynku europejskim na początku lat 90. XX wieku, rozpoczynając od rynków Europy Zachodniej, by w drugiej połowie dekady otworzyć swoje przedstawicielstwa także w pozostałych regionach kontynentu – włącznie z Polską w 1997 roku. Pierwszymi pojazdami w lokalnym portfolio została miejska Pride, a także kompaktowa Sephia i SUV Sportage.
Początek XXI wieku przyniósł znaczące poszerzenie oferty modelowej, z czego pierwszym pojazdem Kii, który zdobył szczególną popularność w Europie, była druga generacja Sportage. Przełomowa okazała się z kolei druga połowa pierwszej dekady XXI wieku, która przyniosła debiut pierwszych dwóch samochodów skonstruowanych w europejskim centrum badawczo-rozwojowym specjalnie dla tutejszego rynku – cee’da w 2007 roku i Vengi w 2009 roku.
Druga dekada XXI wieku przyniosła kontynuację tej polityki. Przy okazji prezentacji trzeciej generacji modelu Ceed, na jego bazie skonstruowany trzeci w historii model Kii zbudowany specjalnie dla Europy – kompaktowego crossovera XCeed. Dziesięciolecie to Kia zamknęła rekordową sprzedażą, zapewniającą udział 3,2% w sprzedaży samochodów nowych w Europie.

### Obecnie produkowane

#### Samochody osobowe
- Picanto
- Ceed
- Proceed

#### Crossovery i SUV-y
- Stonic
- XCeed
- Niro
- Sportage
- Sorento

#### Samochody elektryczne
- EV3
- Niro EV
- EV4
- EV6
- EV9
- PV5

### Historyczne
- Avella (1994–1999)
- Besta (1995–1999)
- Ceres (1995–1999)
- Roadster (1996–1999)
- Pride (1987–2000)
- Sephia (1992–2000)
- Clarus (1995–2001)
- Retona (1999–2001)
- Sportage Grand (1996–2002)
- Joice (1999–2002)
- Shuma (1997–2004)
- K2700 (1997–2004)
- Shuma Sedan (2000–2004)
- Pregio (1995–2006)
- K2500 (2004–2008)
- Opirus (2003–2009)
- Cerato (2004–2009)
- Magentis (2000–2010)
- Carnival (1998–2014)
- cee’d (2007–2018)
- pro_cee’d (2008–2018)
- Soul EV (2014–2018)
- Carens (1999–2019)
- Venga (2009–2019)
- Optima (2010–2020)
- e-Niro (2018–2022)
- Stinger (2017–2023)
- Rio (1999–2023)
- e-Soul (2019–2024)

## Kia w Ameryce Północnej

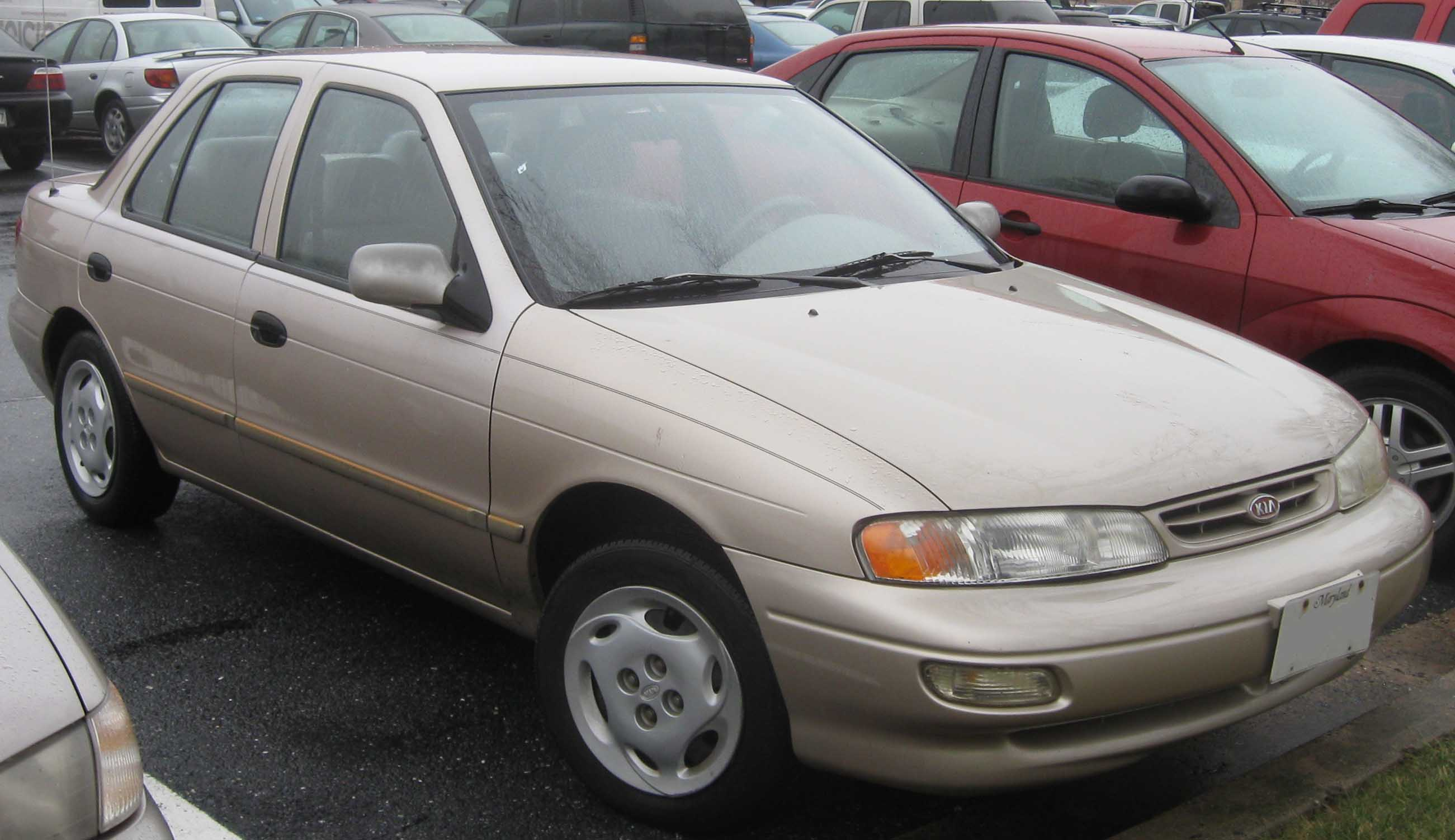
Kia Sephia

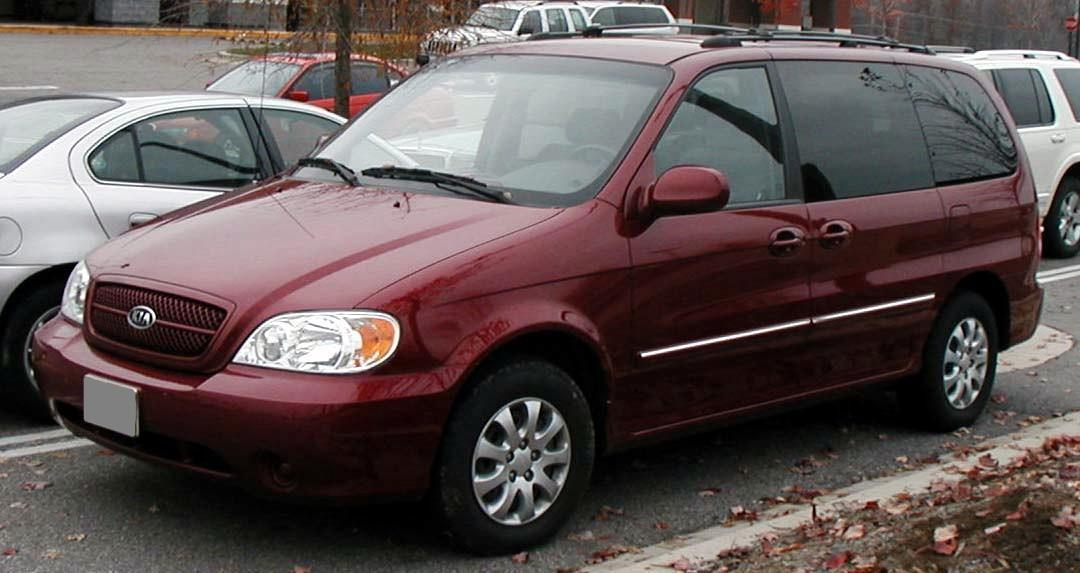
Kia Sedona

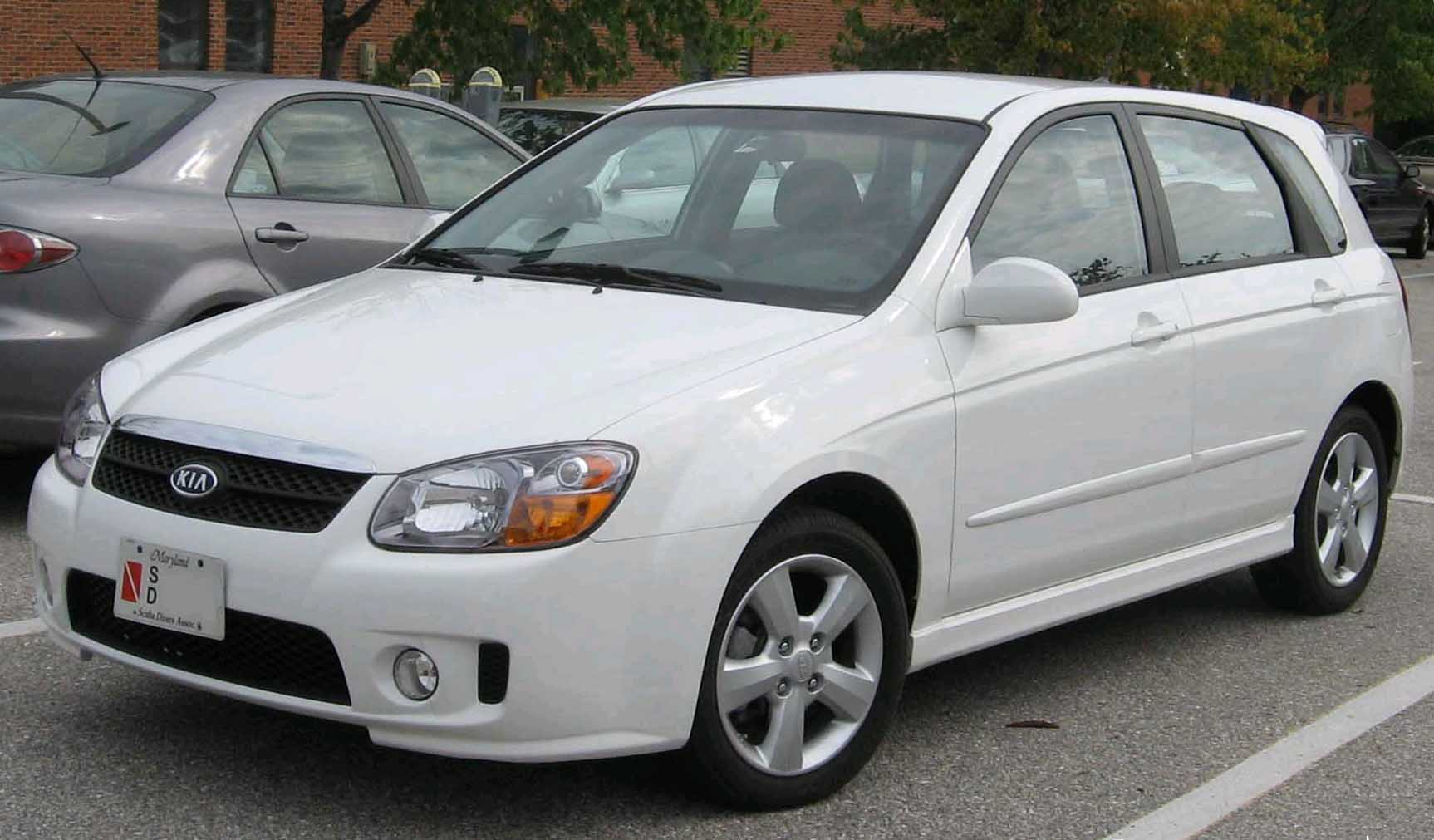
Kia Spectra5

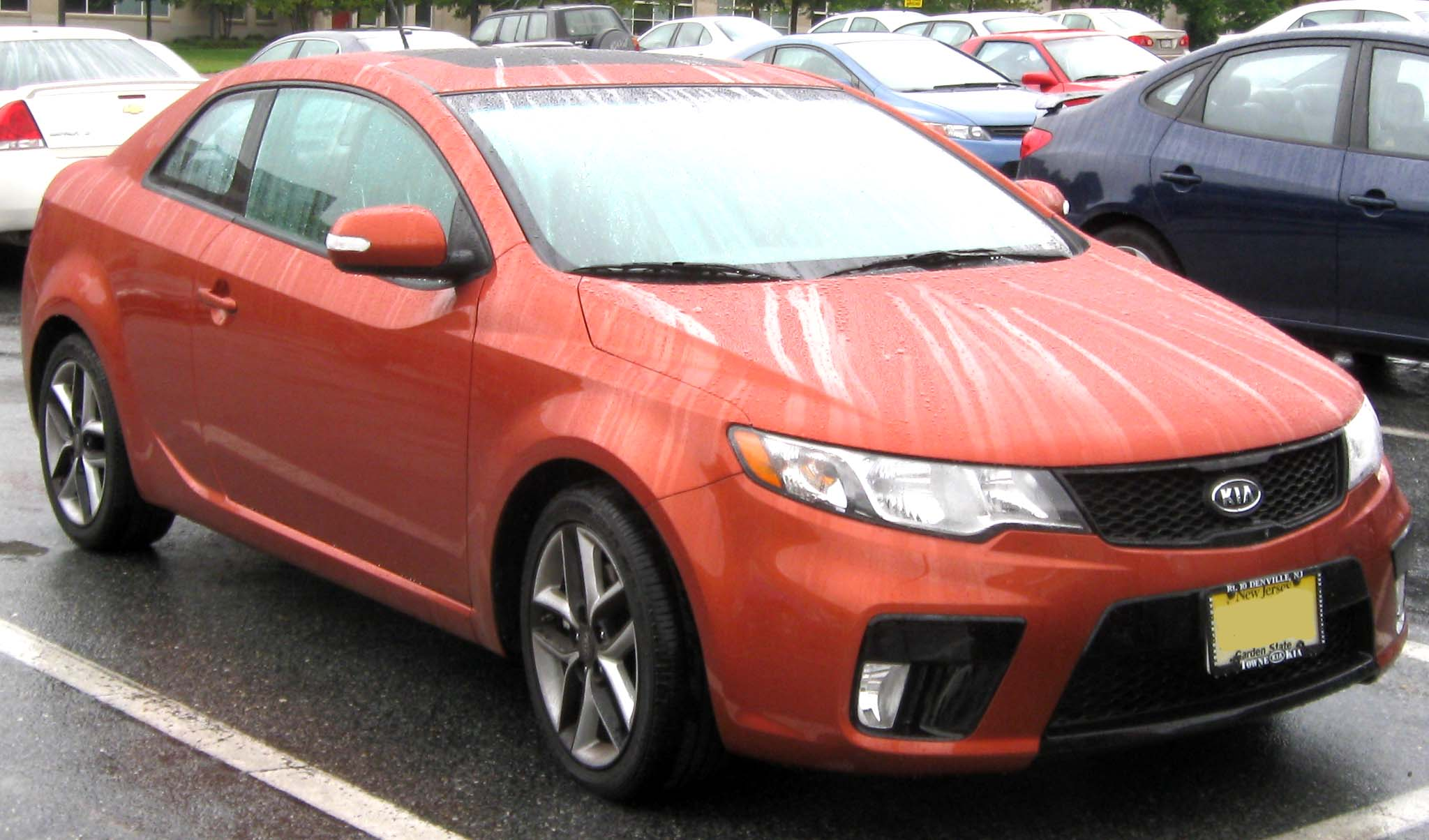
Kia Forte Koup

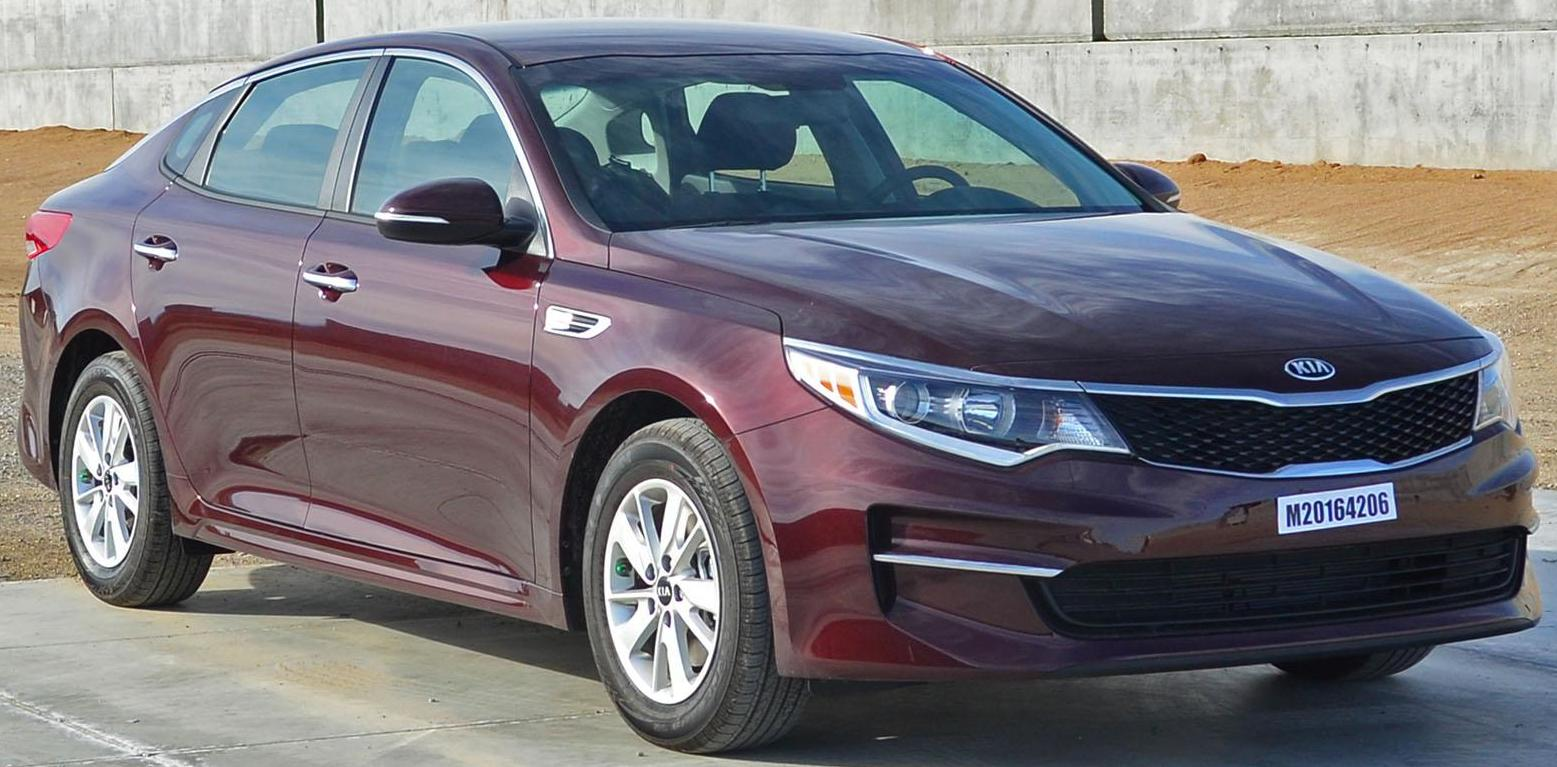
Kia Optima

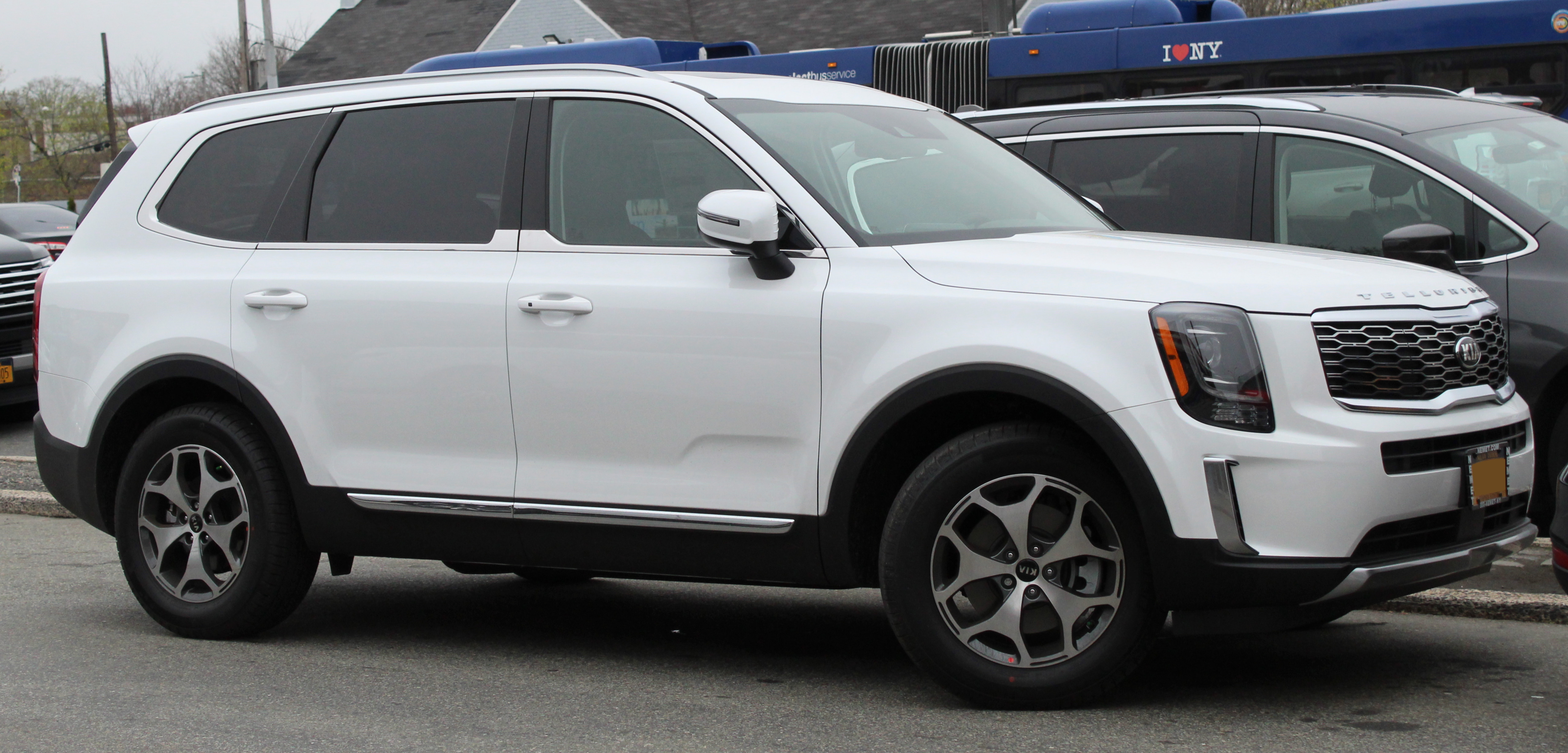
Kia Telluride

W ramach zapoczątkowanej na początku lat 90. XX wieku polityki ekspansji na rynki globalne, Kia rozpoczęła sprzedaż swoich samochodów w Ameryce Północnej. Pierwszym samochodem, który zasilił lokalne portfolio, była kompaktowa Sephia, do której w 1998 roku dołączył SUV Sportage.
Z początkiem XXI wieku Kia przeszła do intensywnego rozbudowywania swojej oferty w regionie Stanów Zjednoczonych i Kanady, wprowadzając do niej pojazdy znane z innych rynków jak Rio czy Sedona, a także rozpoczynając lokalnie produkcję popularnego SUV-a Sorento. W 2018 roku z kolei przedstawiono pierwszy model zbudowany specjalnie z myślą o tutejszym rynku – dużego SUV-a Telluride.

### Obecnie produkowane

#### Samochody osobowe
- K4
- K5

#### Crossovery i SUV-y
- Soul
- Seltos
- Niro
- Sportage
- Sorento
- Telluride

#### Minivany
- Carnival

#### Samochody elektryczne
- Niro EV
- EV4
- EV6
- EV9

### Historyczne
- Sephia (1994–2000)
- Spectra Hatchback (2000–2004)
- Spectra (2000–2009)
- Amanti (2003–2009)
- Spectra5 (2004–2009)
- Rondo (2006–2010)
- Borrego (2008–2010)
- Forte Koup (2008–2016)
- Soul EV (2014–2018)
- Optima (2000–2020)
- Sedona (1998–2021)
- Cadenza (2010–2021)
- K900 (2012–2021)
- Stinger (2018–2023)
- Rio (1999–2023)
- Forte (2008–2024)

## Kia w Chinach

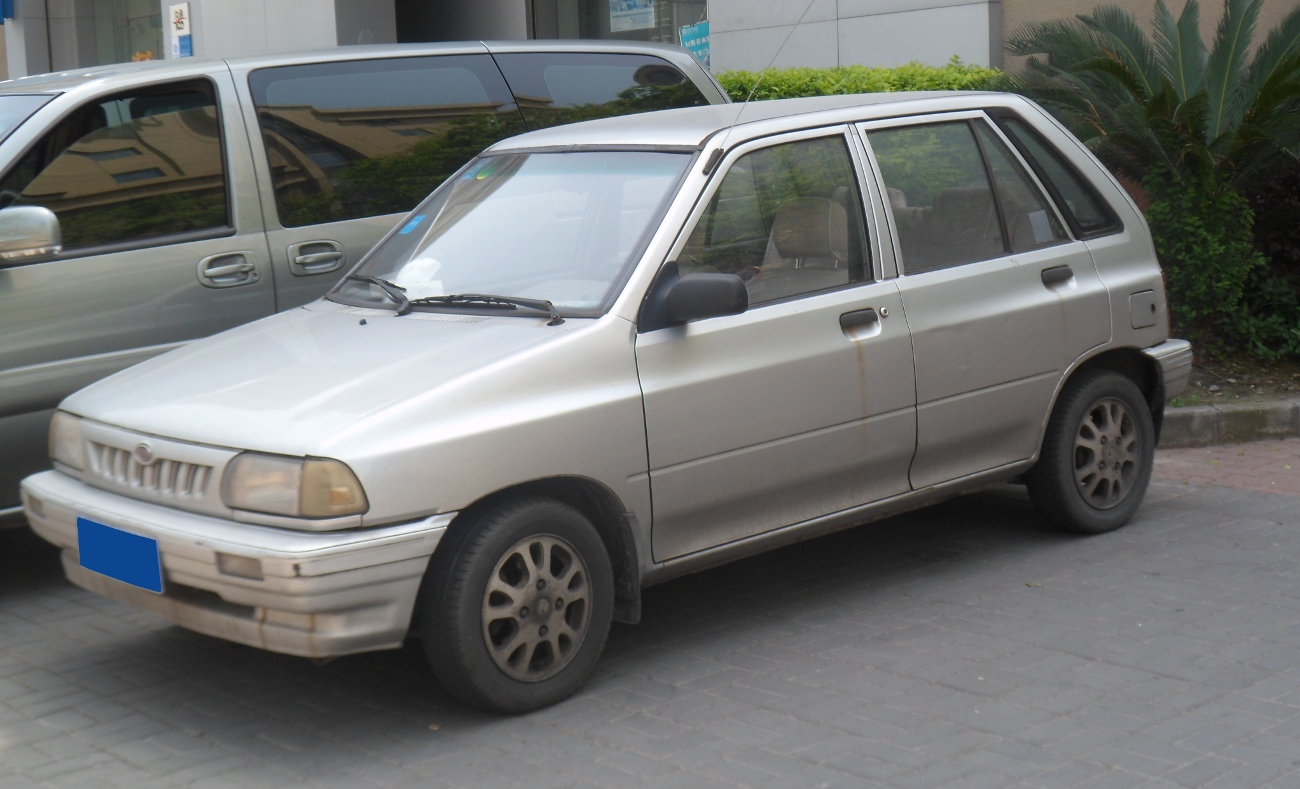
Kia Pride Y

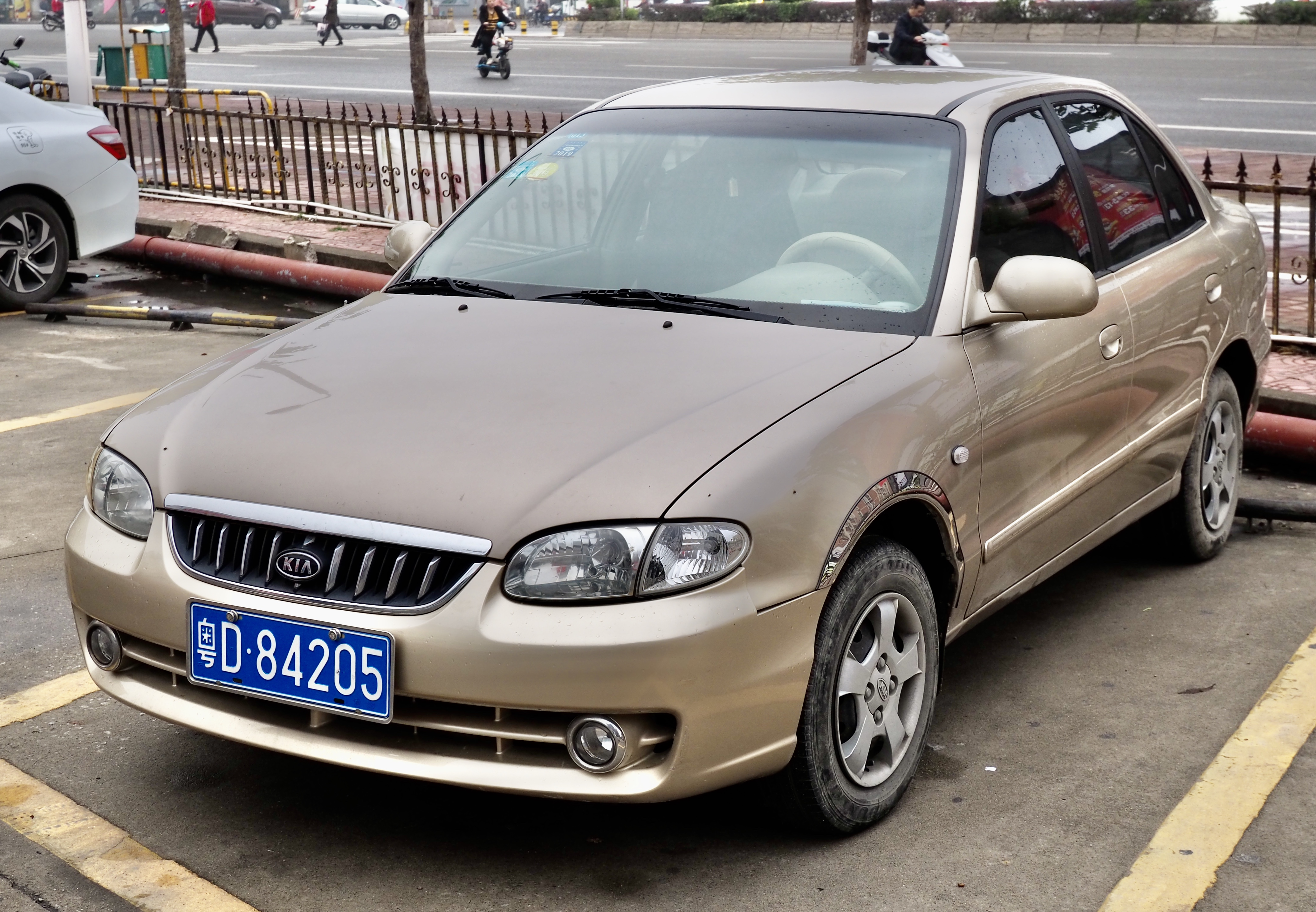
Kia Qianlima

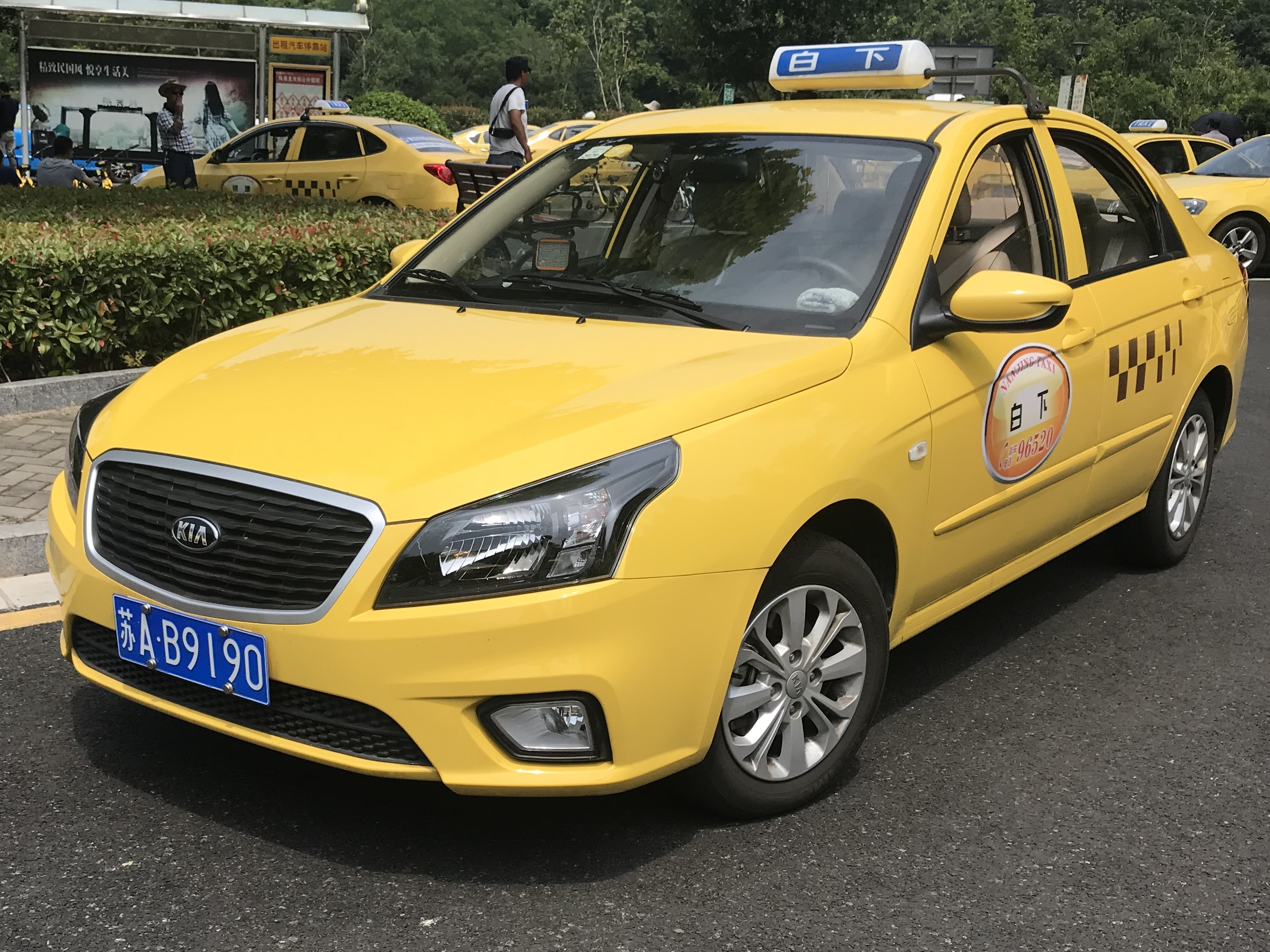
Kia Cerato R

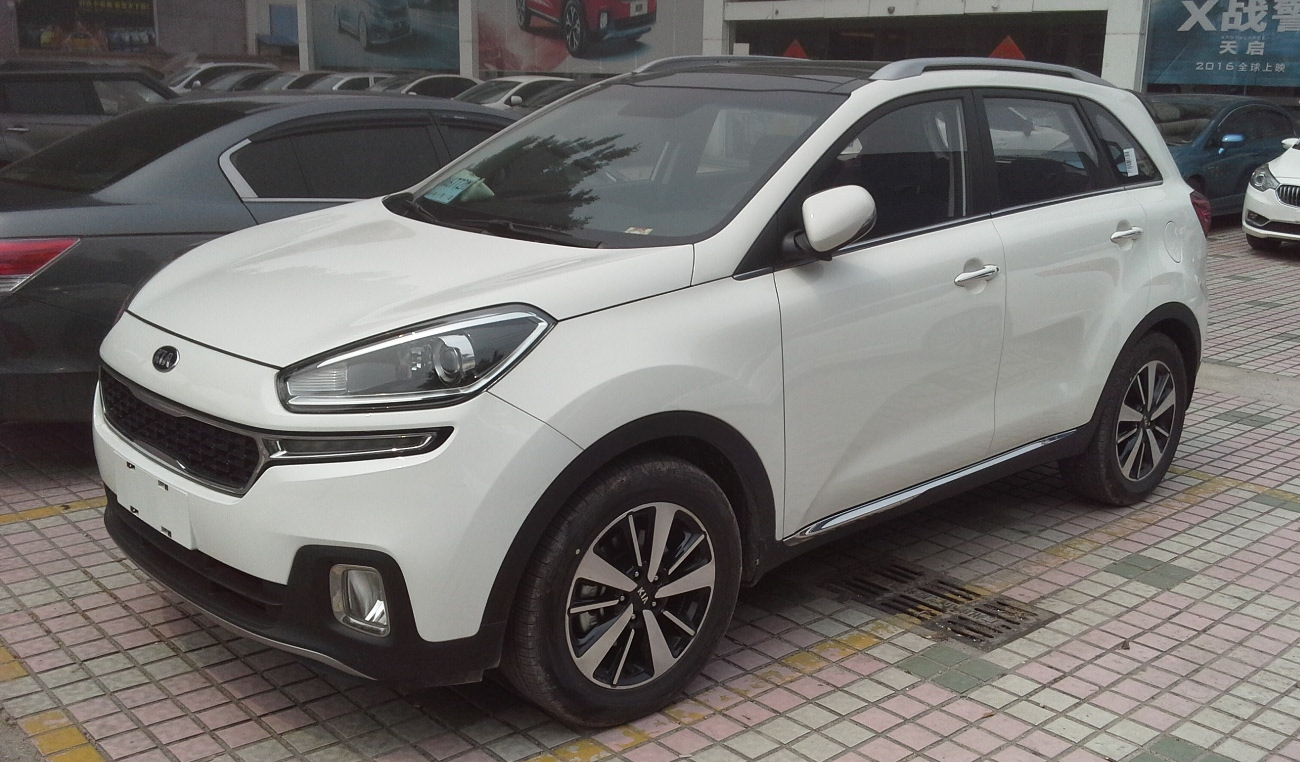
Kia KX3

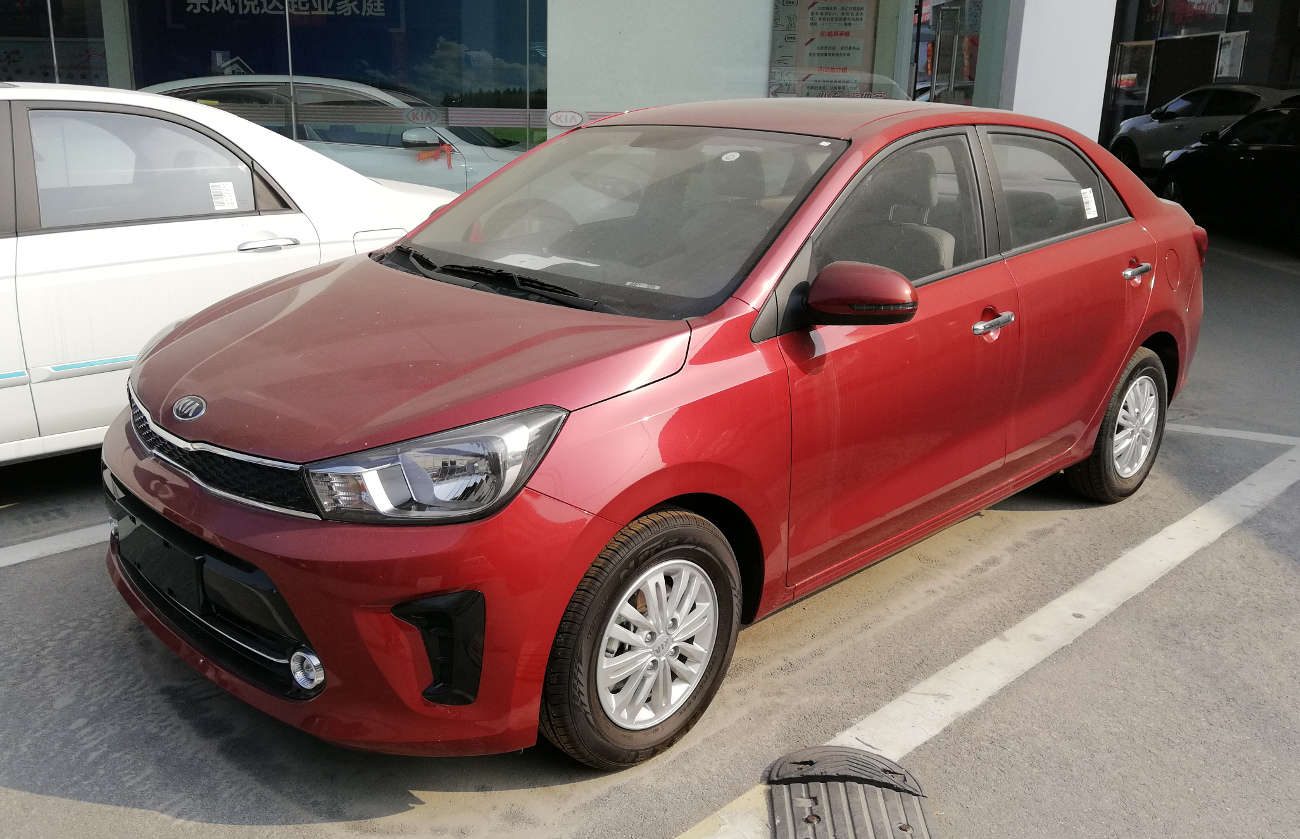
Kia Pegas

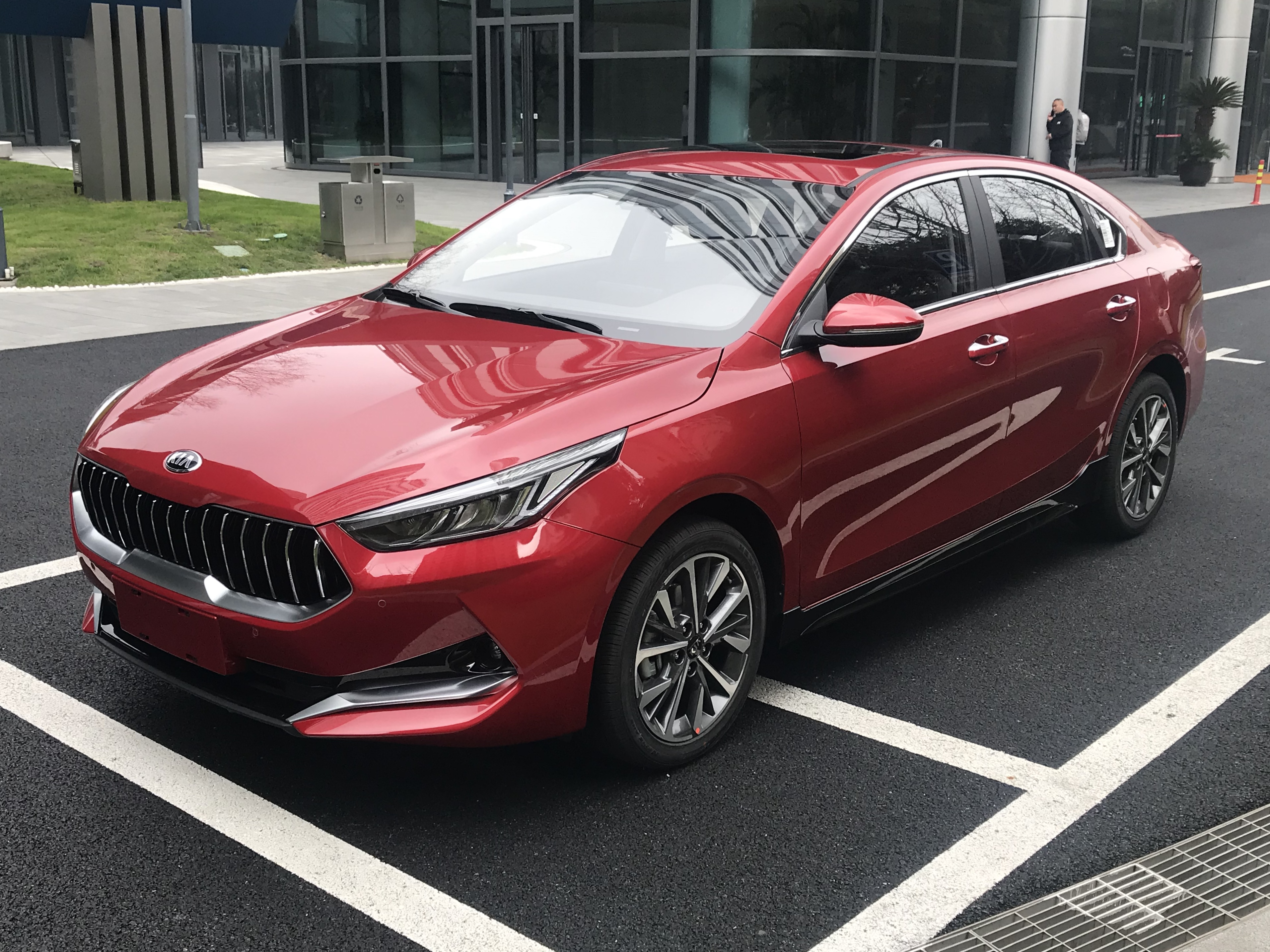
Kia K3

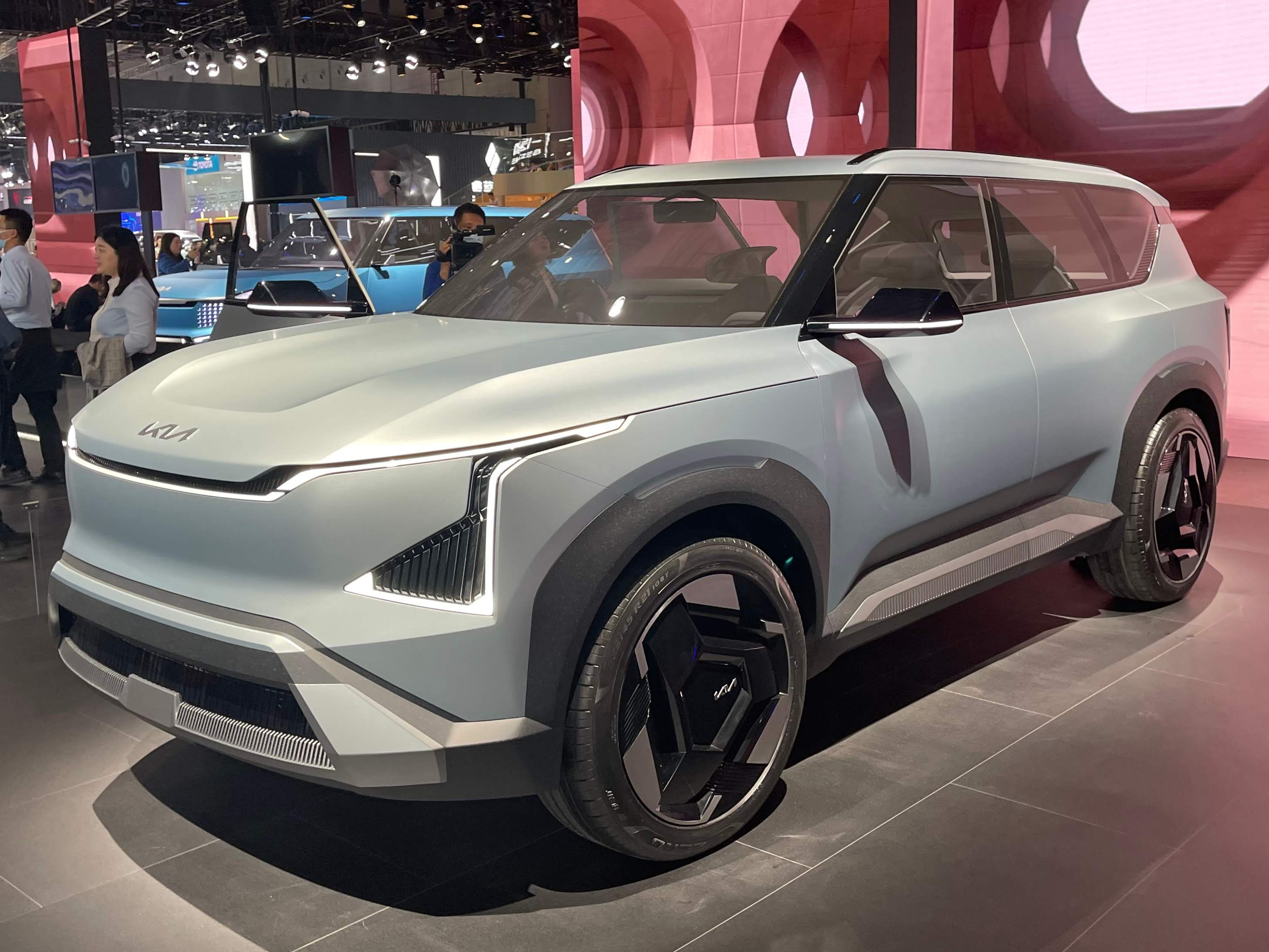
Kia EV5

Pierwszą operacją Kii w Chinach było nawiązanie współpracy typu joint venture z przedsiębiorstwem Guangtong Automobile, w ramach której rozpoczęto produkcję niewielkiego modelu Pride Y w 1997 roku, która trwała do 2003 roku. Przez kolejne 5 lat był to jedyny pojazd marki Kia w tym kraju. Zakrojoną na szeroką skalę działalność Kia rozpoczęła na rynku chińskim w 2002 poprzez zawiązanie nowej spółki typu joint venture pod nazwą Dongfeng Yueda Kia. Ofertę producenta początkowo utworzyły modele importowane z Korei Południowej, a także pierwszy oferowany i produkowany wyłącznie w tym regionie model Qianlima opracowany na bazie Hyundaia Accenta. W kolejnych latach zakłady produkcyjne w Jiangsu zaczęły opuszczać kolejne modele na potrzeby rynku chińskiego, poczynając od pojazdów Carnival, Cerato i Sportage
Przełomowym momentem była prezentacja w 2014 roku modelu Kia K4, który jako pierwszy w historii powstał specjalnie na potrzeby rynku chińskiego. Zapoczątkowało to nową, bardziej spersonalizowaną wobec tego regionu politykę, która zaowocowała rok później debiutem lokalnego crossovera KX3, a w 2017 roku ofensywą kolejnych pojazdów zbudowanych przez chiński oddział Kii. Był to mały sedan Pegas, większy Forte, lokalna odmiana modelu Sportage i flagowy SUV KX7.
Na początku trzeciej dekady XXI wieku chińska filia Kii znacząco straciła na popularności. Została ona znacząco okrojona z osobowych modeli, charakteryzując się też relatywnie niewielką ofertą samochodów elektrycznych. Udziały w tutejszym rynku spadły, podobnie jak koncentracja południowokoreańskiej centrali na podtrzymaniu konkurencyjności. W efekcie postępującego pogarszania się sytuacji finansowej, w 2021 roku nastąpiło wycofanie się chińskiego Dongfeng Motor z joint-venture Dongfeng Yueda Kia. Zwrotny punkt nastąpił w sierpniu 2023, gdy Kia przedstawiła wynik współpracy z chińskim BYD Auto – nowego, średniej wielkości crossovera EV5 wyposażonego w „Blade Battery” chińskiej grupy i przeznaczonego także do eksportu z Chin na globalne rynki.

### Obecnie produkowane

#### Samochody osobowe
- Pegas
- K3
- K5

#### Crossovery i SUV-y
- KX1
- Sonet
- Seltos
- Sportage Ace

#### Minivany
- Carnival

#### Samochody elektryczne
- EV5
- EV6

### Historyczne
- Pride Y (1997–2003)
- Qianlima (2002–2006)
- Optima (2002–2010)
- Rio (2002–2010)
- Shuma Koup (2008–2012)
- Cerato (2004–2013)
- Soul (2008–2014)
- VQ (2005–2014)
- Sorento R (2009–2014)
- Grand VQ-R (2010–2014)
- Cadenza (2010–2016)
- Forte R (2009–2017)
- Sorento L (2014–2017)
- Sportage R (2010–2018)
- K3S (2012–2018)
- KX Cross (2017–2019)
- K2 (2011–2020)
- Cerato R (2013–2020)
- K4 (2014–2021)
- KX7 (2017–2021)
- KX3 EV (2018–2020)
- KX5 (2016–2022)
- KX3 (2015–2023)
- Forte (2017–2023)
- K3 EV (2019–2023)

## Kia w Kolumbii

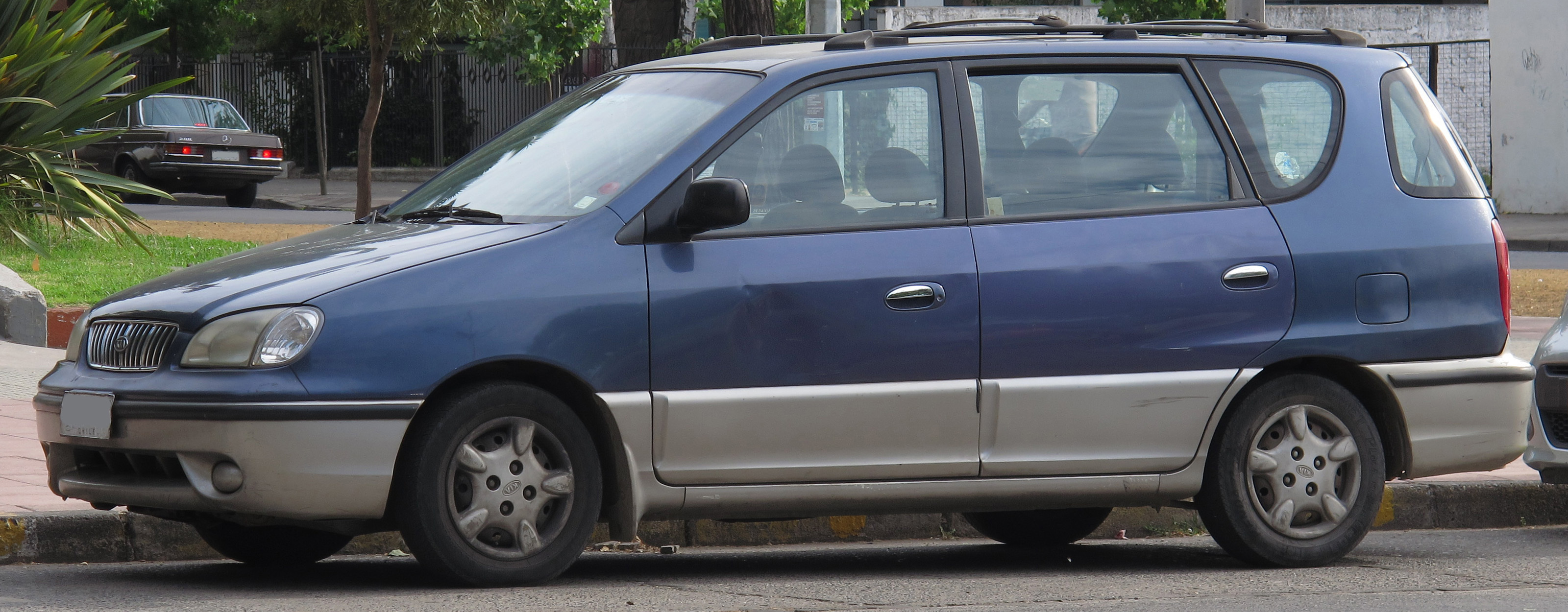
Kia Carens

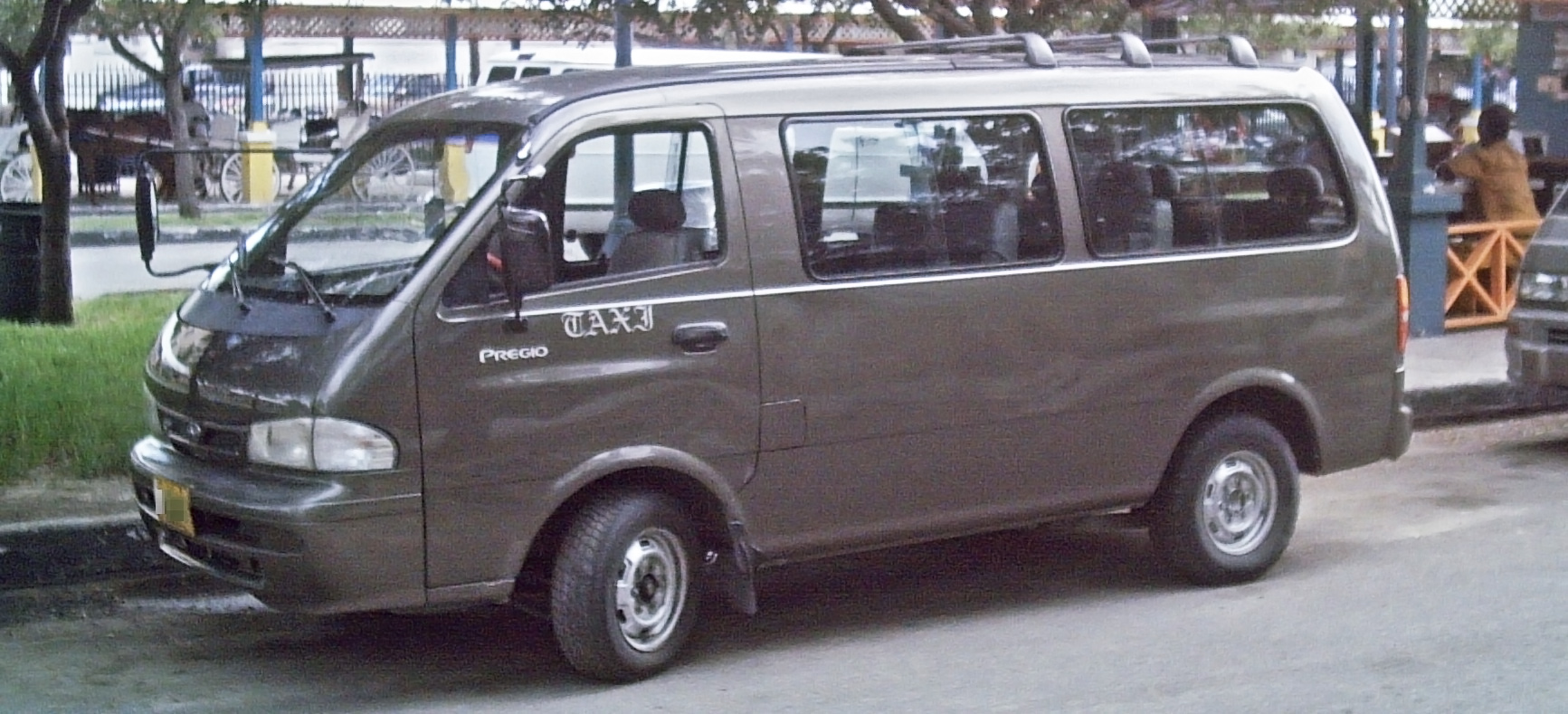
Kia Pregio

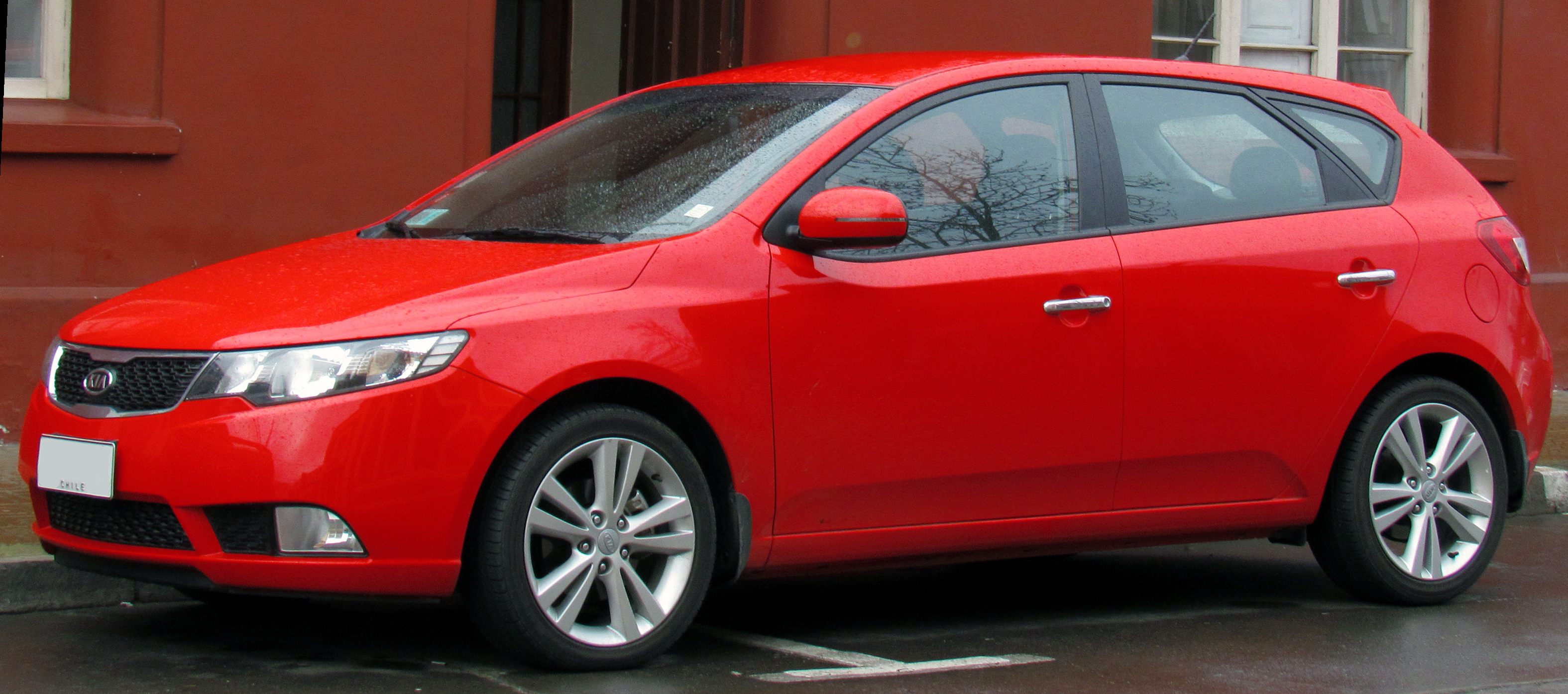
Kia Cerato Forte

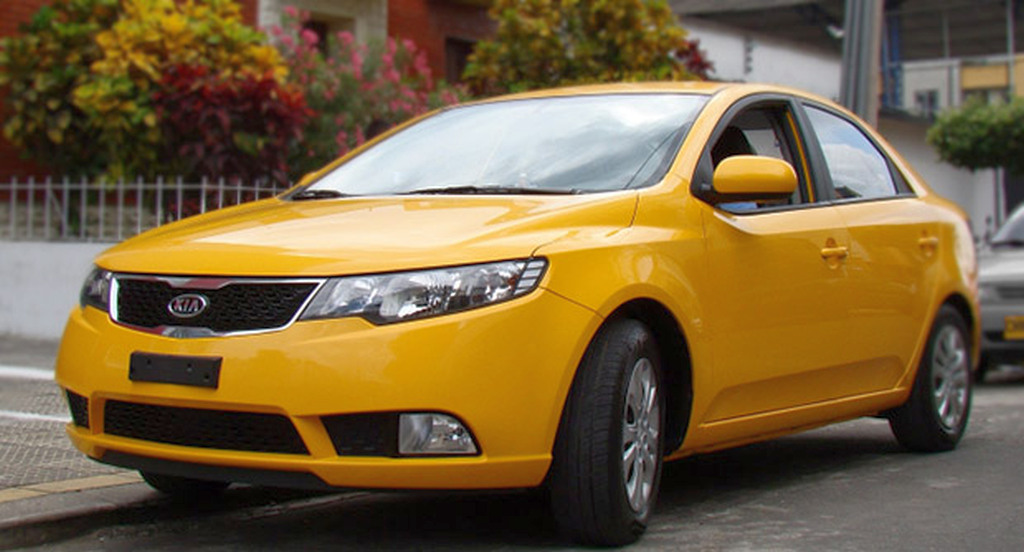
Kia Grand Sephia

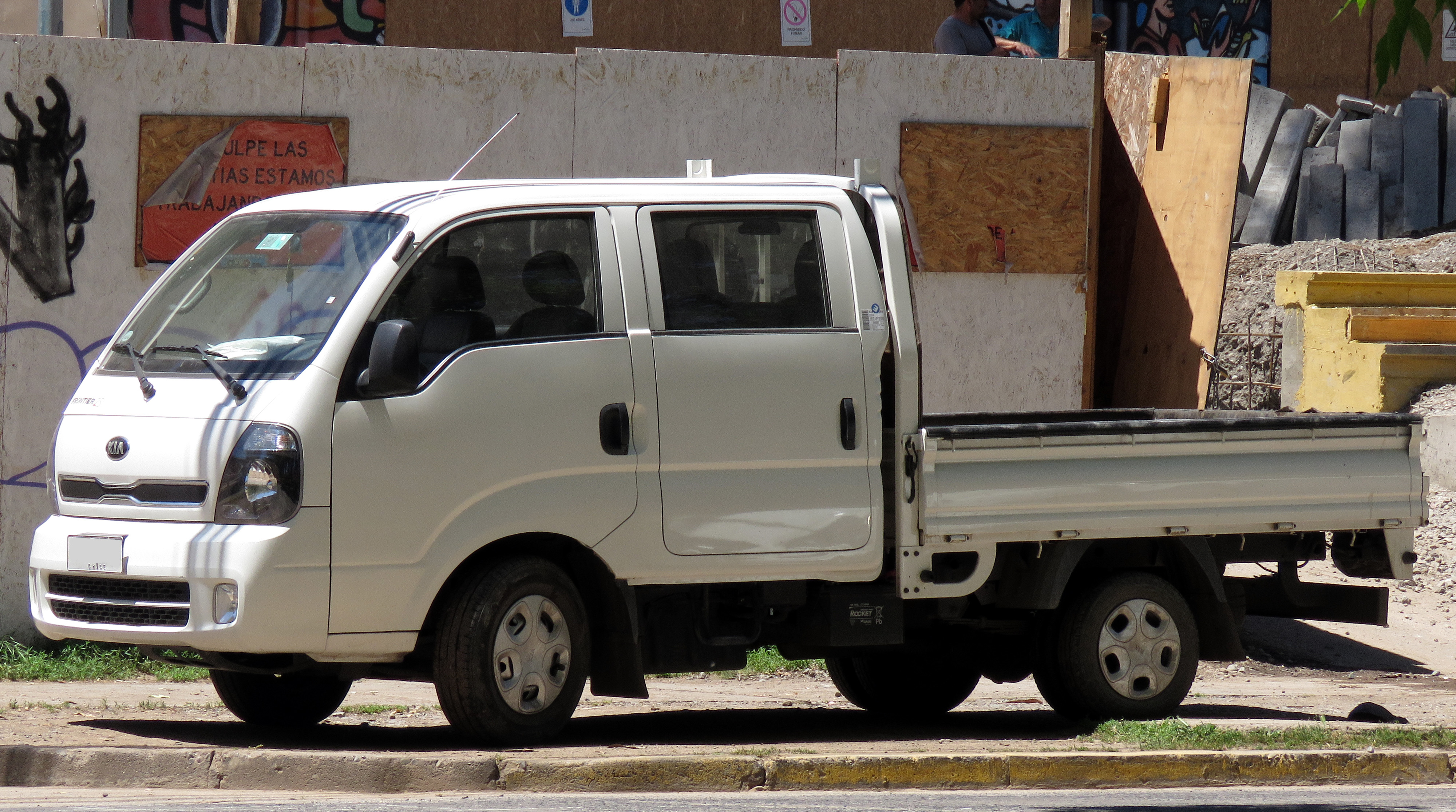
Kia Bongo

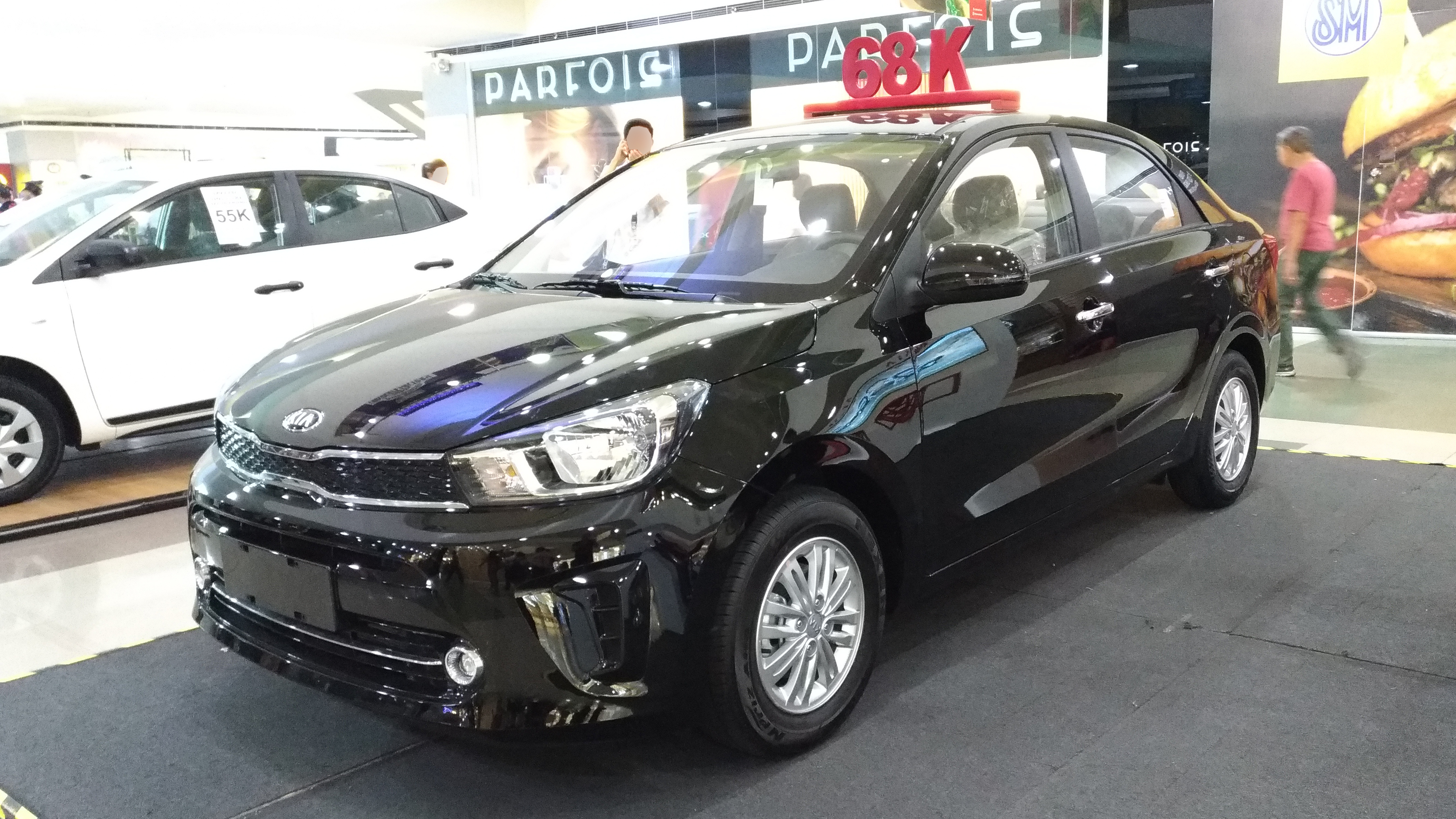
Kia Soluto

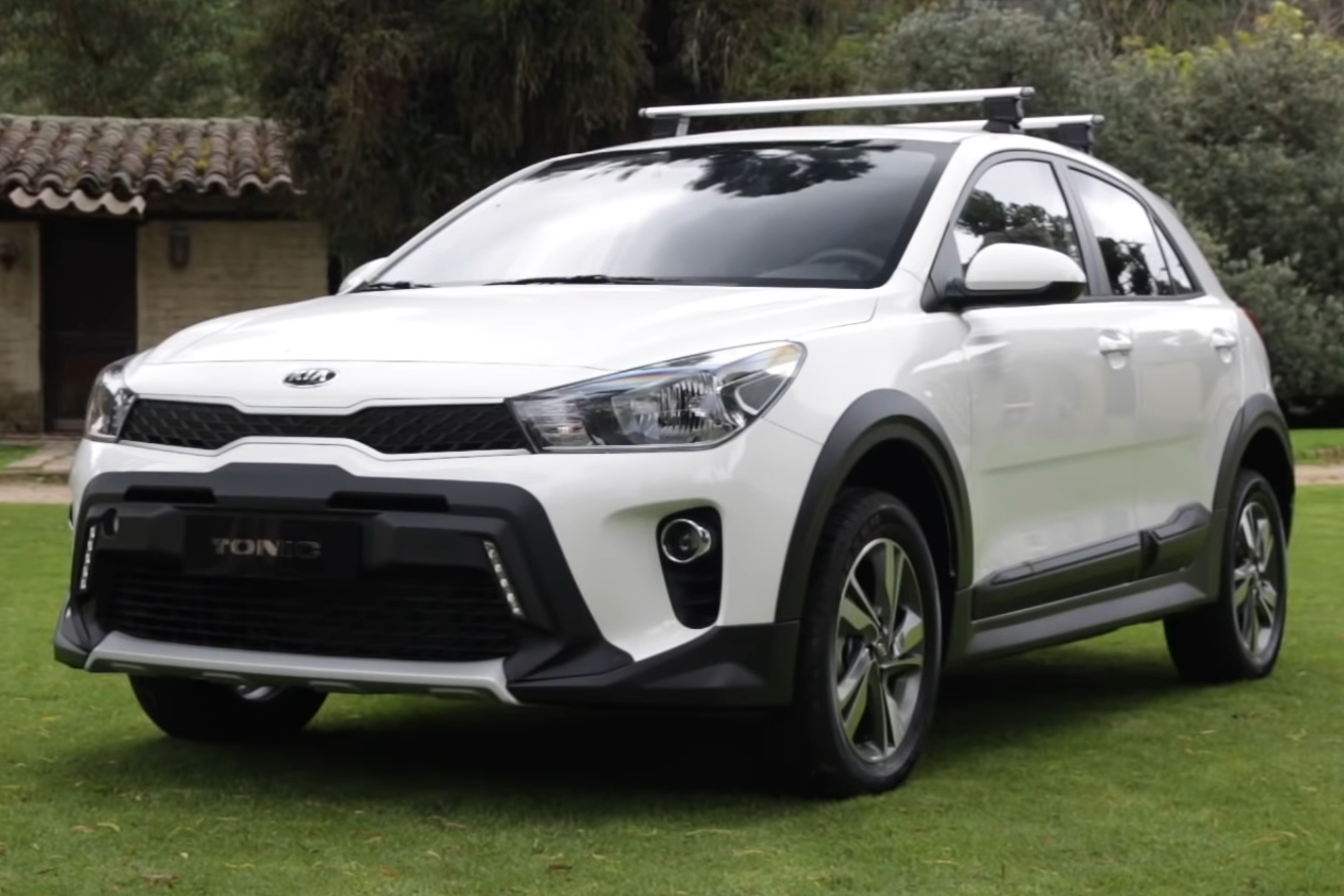
Kia Tonic

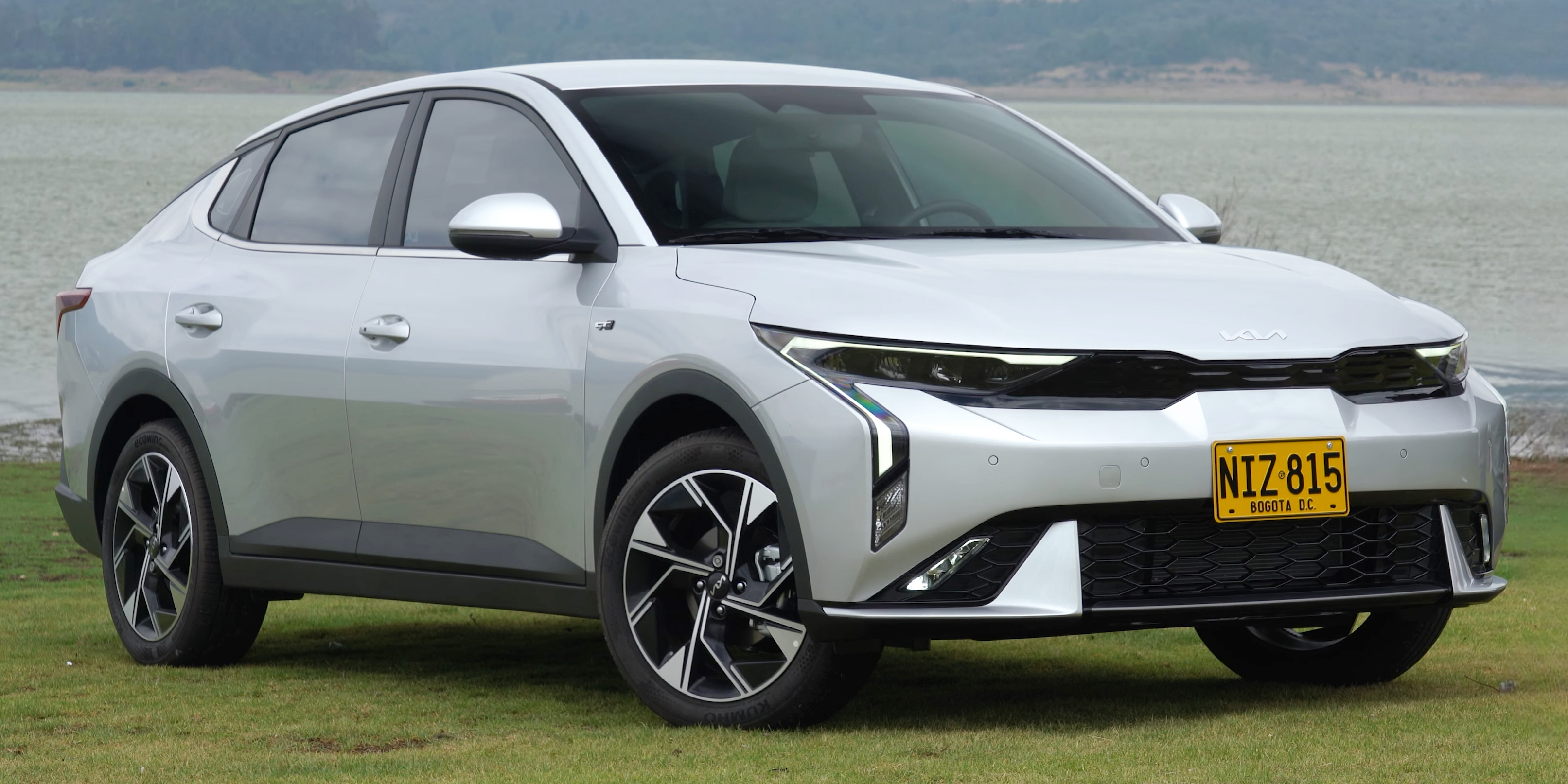
Kia K3

Polityka modelowa Kii w przypadku państw latynoamerykańskich, na przykładzie Kolumbii, na przestrzeni przełomu XX i XXI wieku nie odbiegała swoim kształtem od pozostałych rynków globalnych. Zmianie uległo to z końcem pierwszej dekady XXI wieku, kiedy to w ramach prezentacji zregionalizowanych samochodów kompaktowych cee’d i Forte, do państw latynoamerykańskich trafił ten drugi model.
W drugiej dekadzie XXI wieku Kia zdecydowała się oprzeć tutejszą ofertę o modele oferowane głównie w regionie Ameryki Północnej i Europy, za to latem 2019 roku po raz pierwszy wprowadzono do sprzedaży także model importowany wprost z chińskiego portfolio – małego sedana Soluto.
Charakterystyczna dla rynku Kolumbii jest też praktyka urozmaicania oferty o modele przygotowane specjalnie dla firm taksówkarskich, które fabrycznie pokryte są żółtym lakierem, a także dla odróżnienia od cywilnych modeli mają inne nazwy. W ten sposób, najnowszym pojazdem tego typu jest model Sephia Taxi oparty na sedanie Soluto.

### Obecnie produkowane

#### Samochody osobowe
- Picanto
- Soluto
- K3

#### Crossovery i SUV-y
- Sonet
- Stonic
- Niro
- Sportage
- Sorento

#### Minivany
- Carnival

#### Samochody elektryczne
- Niro EV
- EV6
- EV9

### Historyczne
- Ceres (1983–1999)
- Sportage Grand (1996–2002)
- Pregio Grand (1999–2003)
- Pregio (1997–2006)
- Cerato Forte (2008–2012)
- Grand Sephia (2008–2012)
- Sedona (2008–2014)
- Soul (2008–2014)
- Cerato Koup (2008–2016)
- Cadenza (2010–2016)
- Bongo (1998–2017)
- Borrego (2008–2018)
- Carens (1999–2019)
- Super Eko Taxi (2017–2019)
- Tonic (2018–2021)
- Cerato (2003–2021)
- Stinger (2017–2021)
- X-Line (2017–2021)
- Soluto (2018–2021)
- Sephia Taxi (2019–2021)
- Grand Eko Taxi (2018–2022)
- Super VIP Taxi (2018–2022)
- Rio (1999–2023)

## Kia w Indiach

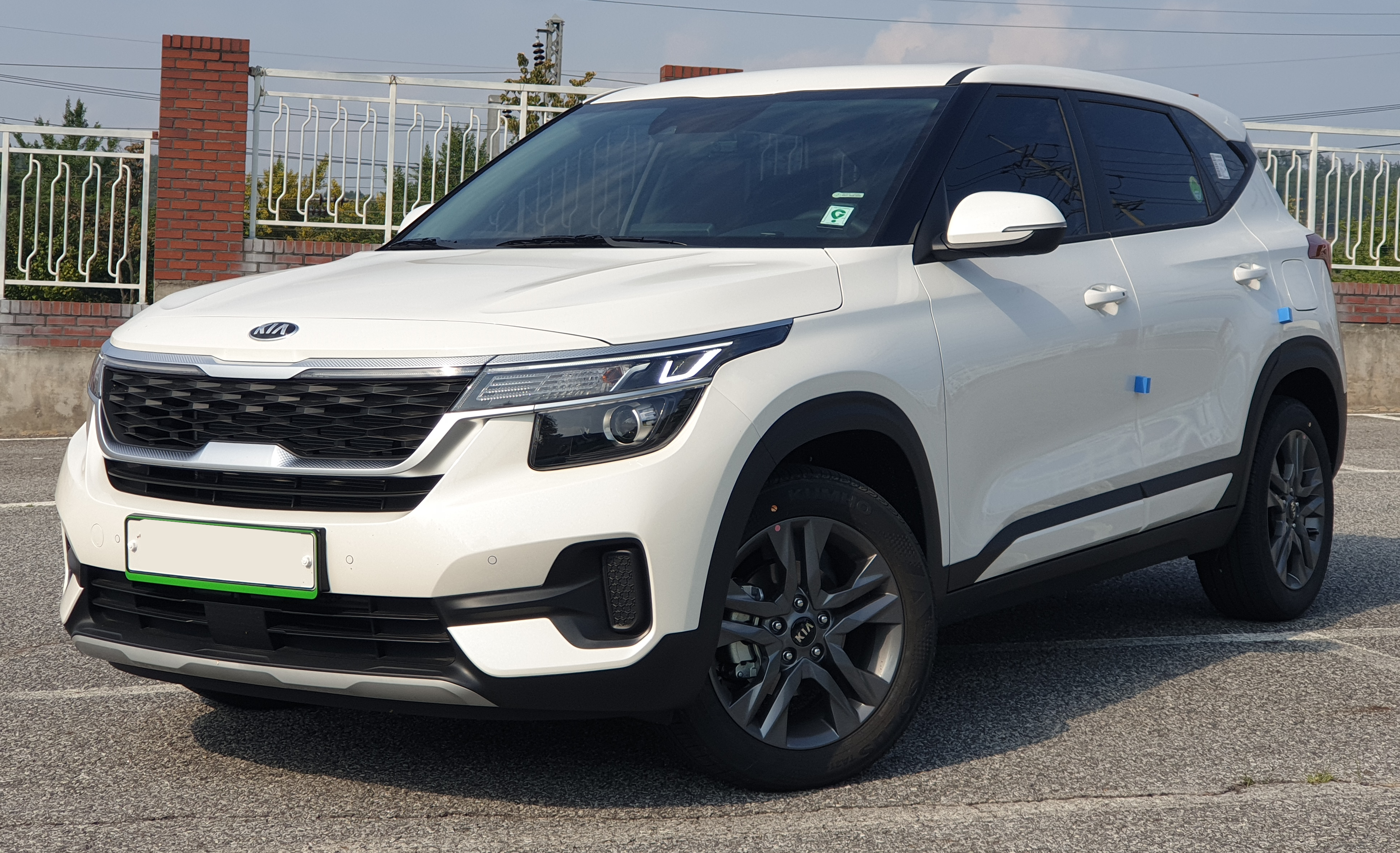
Kia Seltos

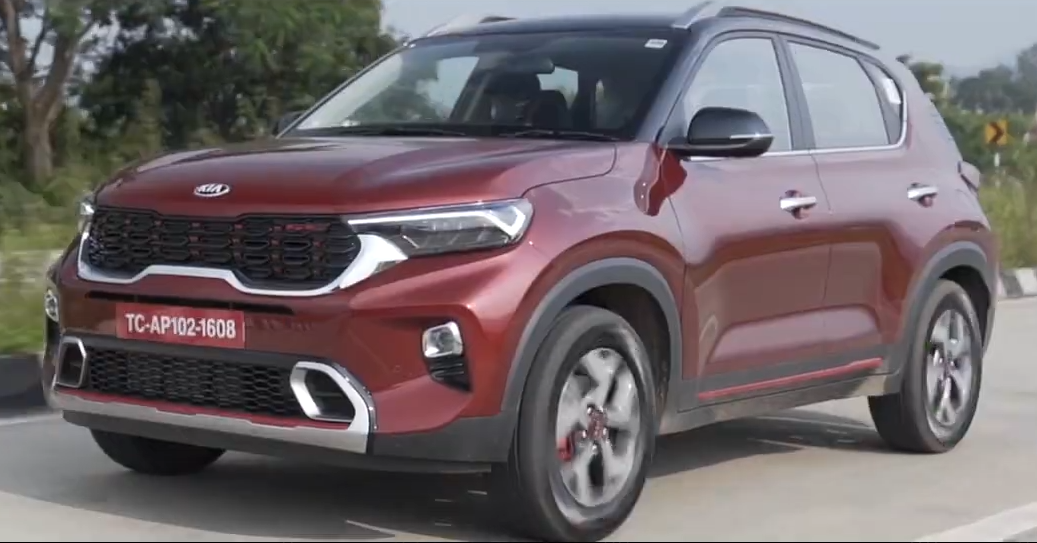
Kia Sonet

Po wieloletniej absencji, a także silnej pozycji zapewnionej przez wieloletnią obecność bratniego Hyundaia, Kia zdecydowała się wkroczyć na perspektywiczny rynek indyjski w drugiej połowie 2019 roku za pomocą nowego globalnego SUV-a Seltos. Na początku 2020 roku Kia poszerzyła w Indiach swoją ofertę o dużego minivana Carnival, z kolei jesienią tego samego roku zadebiutował trzeci model w postaci niewielkiego crossovera Sonet. Jednocześnie, był to pierwszy model Kii zbudowany specjalnie z myślą o rynku indyjskim.

### Obecnie produkowane

#### Crossovery i SUV-y
- Sonet
- Seltos
- Carens

#### Samochody elektryczne
- EV6

### Historyczne
- Carnival (2018–2023)

## Kia w Rosji

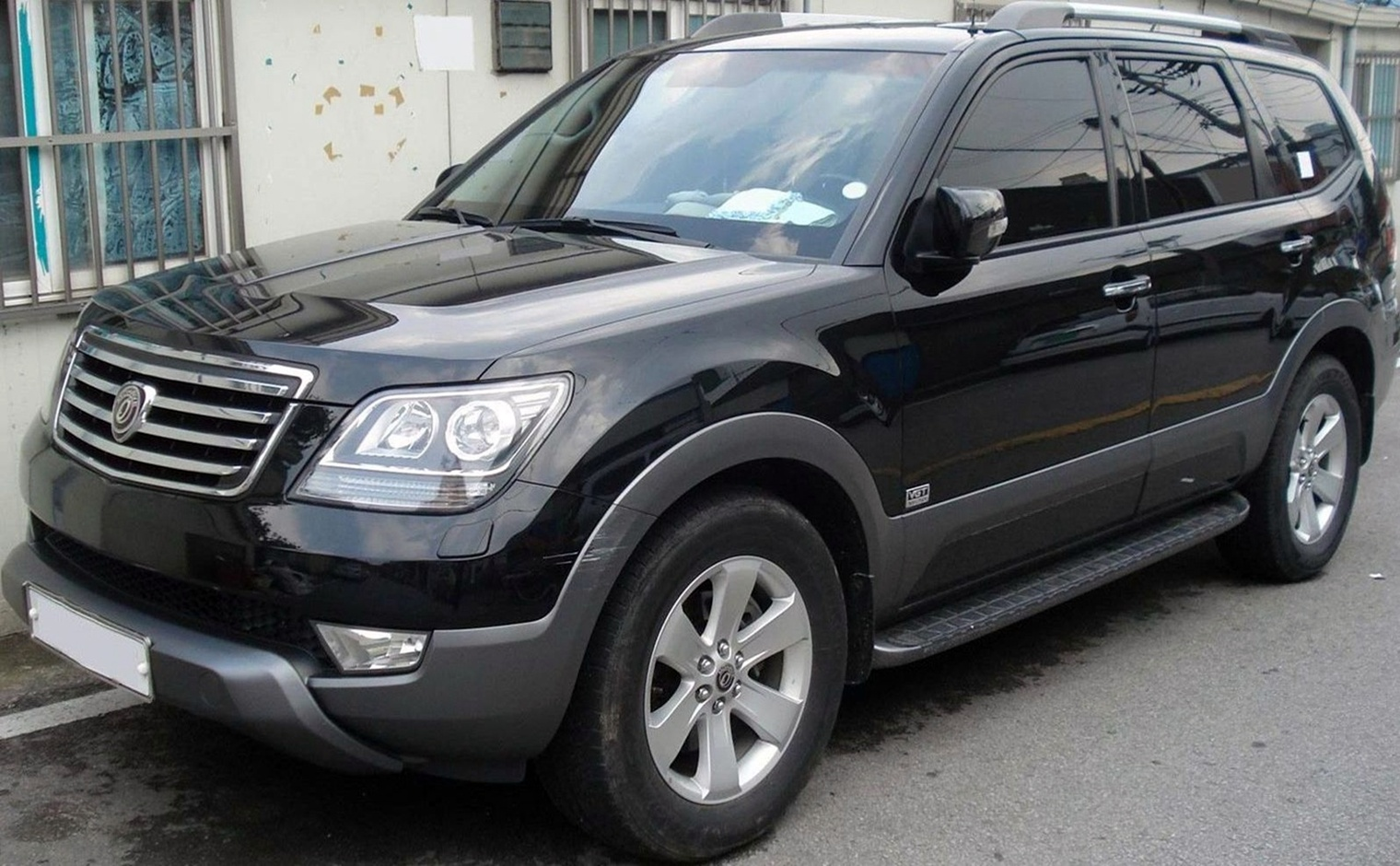
Kia Mohave

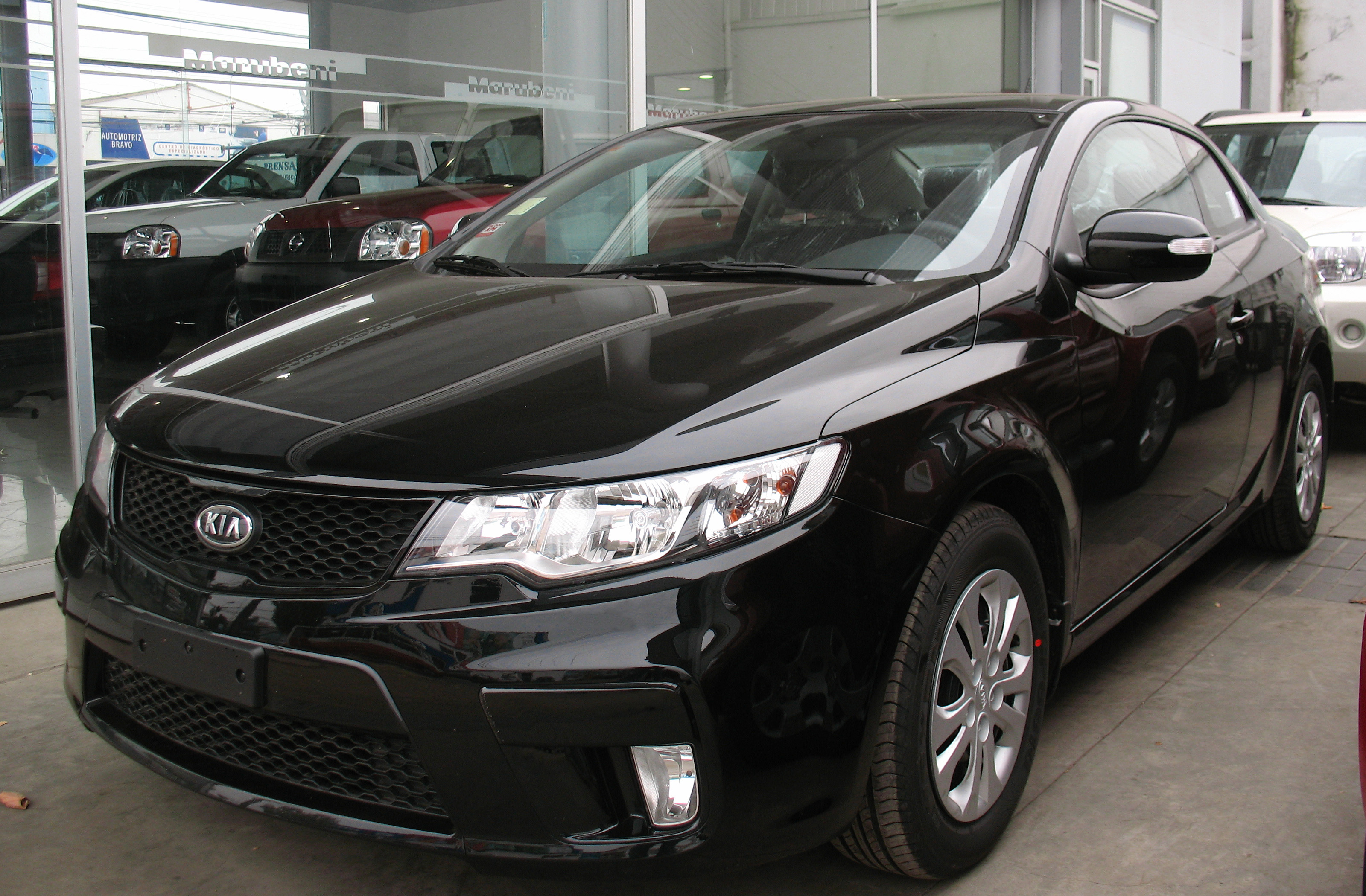
Kia Cerato Koup

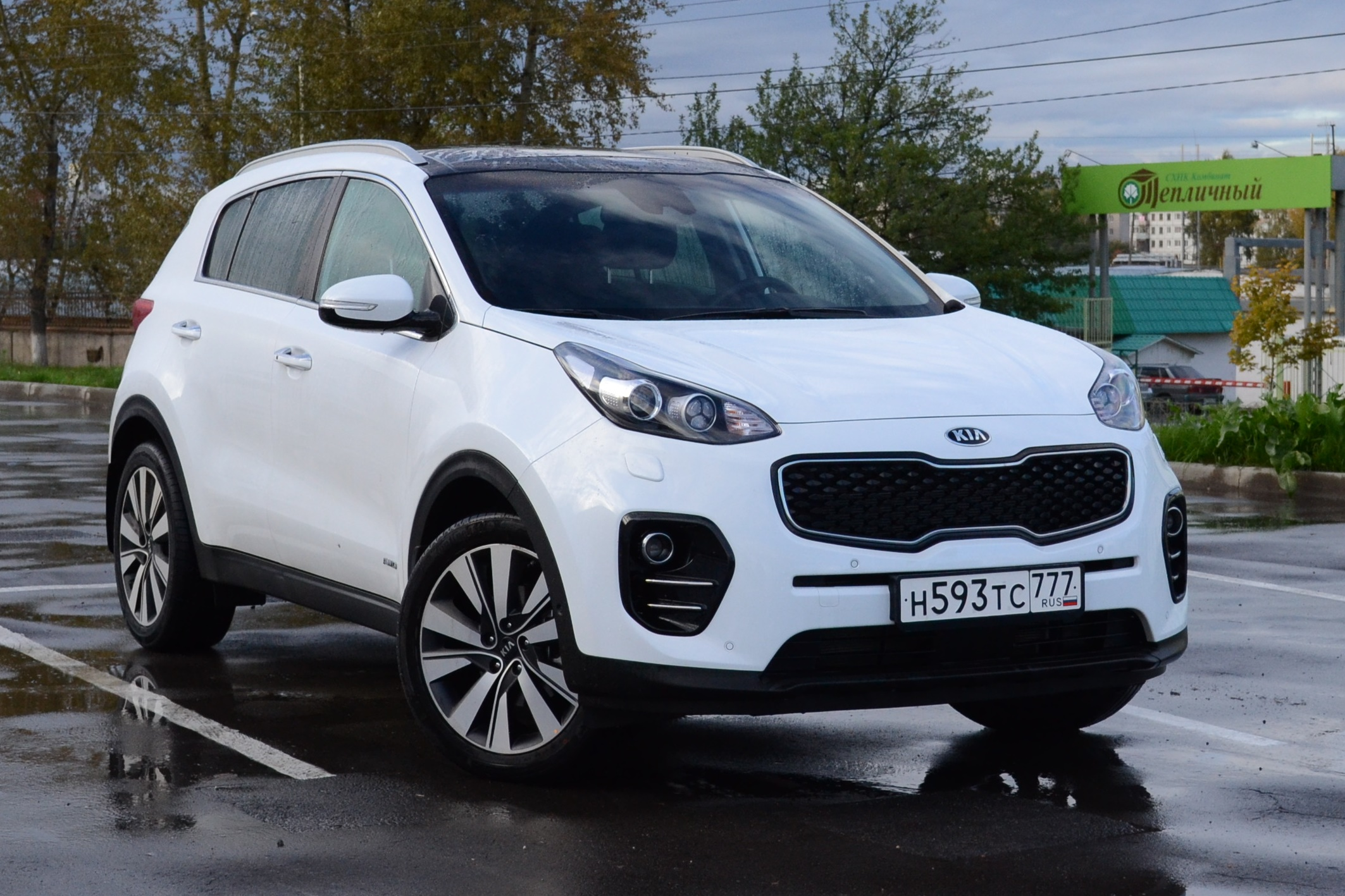
Kia Sportage

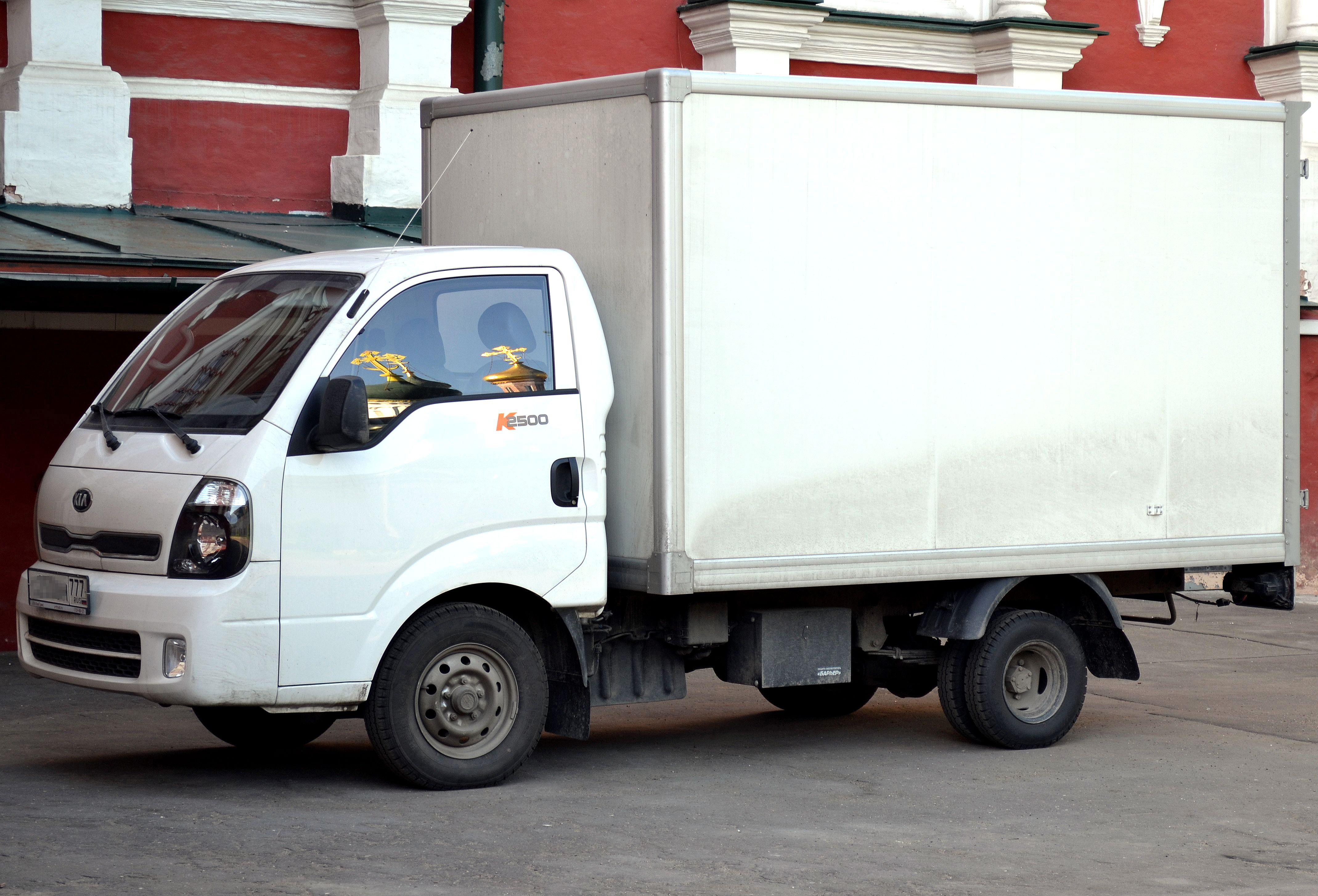
Kia Bongo

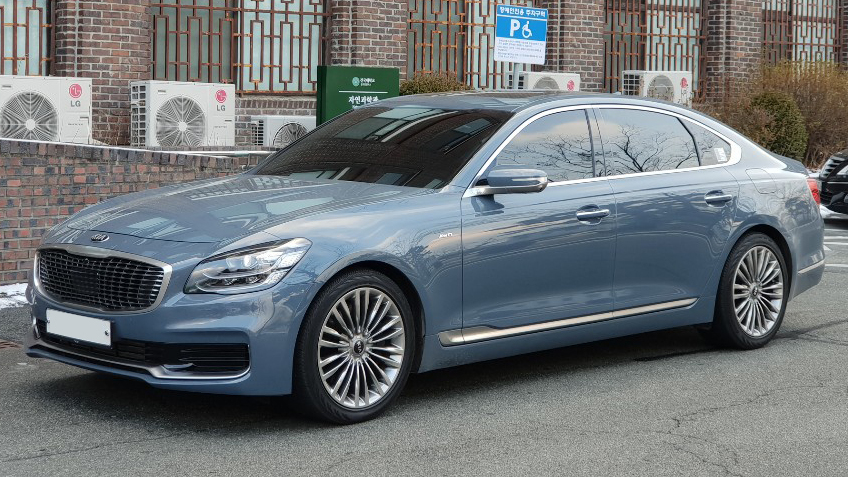
Kia K900

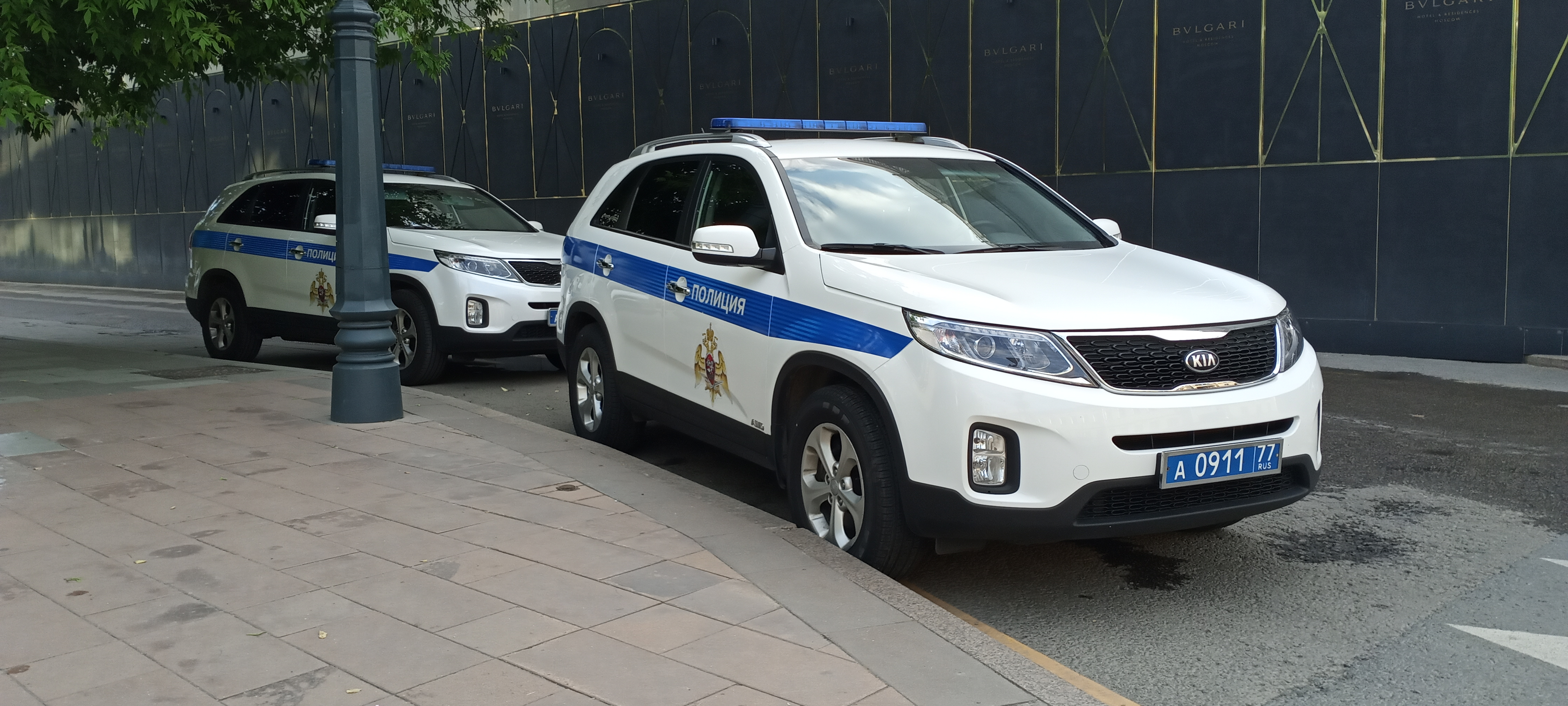
Kia Sorento XM

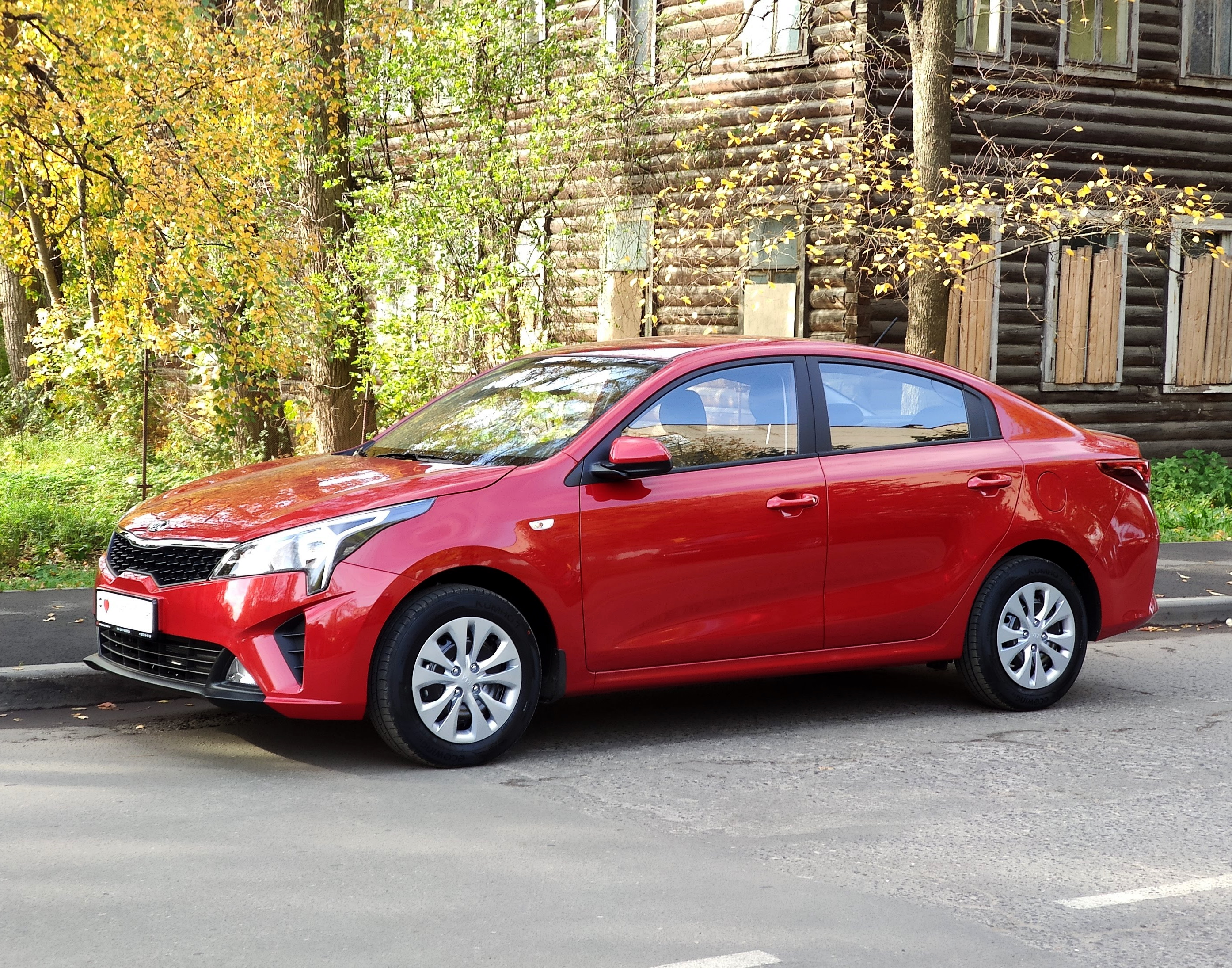
Kia Rio

Wzorem innych rynków globalnych, polityka modelowa Kii wobec rynku rosyjskiego do pierwszej połowy lat dwutysięcznych XXI wieku nie odróżniała się od innych regionów świata. Pierwszym modelem, który przyniósł zmianę, było nowe wcielenie kompaktowego modelu Cerato identyczny z globalną Forte. W przeciwieństwie do rynku europejskiego, w tym samym czasie gamę Kii w Rosji uzupełnił też topowy sedan Cadenza i SUV Mohave. Druga dekada XXI wieku przyniosła kontynuację polityki regionalizacji gamy modelowej w Rosji. W 2011 roku przedstawiono nowe wcielenie miejskiego modelu Rio, który w przeciwieństwie do globalnego modelu był identyczny z chińską Kią K2. Specjalnie dla rosyjskiego rynku w produkcji pozostał także po 2014 roku model Sorento drugiej generacji, który z dodatkowym członem w nazwie XM pozostał w sprzedaży z kolejnymi dwoma nowszymi wcieleniami tego SUV-a.
Z końcem drugiej dekady XXI wieku Kia w Rosji postawiła na dużą reprezentację pojazdów trójbryłowych, wprowadzając do oferty topową limuzynę K900. Ponadto, w czasie, gdy w sąsiedniej Europie wycofano z początkiem 2020 roku model Optima, w Rosji zadebiutował jego następca w postaci K5. Wzorem siostrzanego Hyundaia, po Inwazji Rosji na Ukrainę zdecydowano się zamrozić lokalne operacje i przygotować plan dalszego działania w związku z globalnym bojkotem rosyjskiego rynku motoryzacyjnego przez producentów europejskich i japońskich. Ostatecznie, w październiku tego samego roku zdecydowano się całkowicie zakończyć działalność w tym kraju, kończąc sprzedaż wszystkich dotychczasowych modeli wraz z lokalną produkcją w zakładach w Królewcu i Petersburgu.

### Historyczne
- Avella (1994–1999)
- Ceres (1995–1999)
- Besta (1995–1999)
- Pride (1987–2000)
- Clarus (1995–2002)
- Joice (1999–2002)
- Sephia (1992–2004)
- Shuma (1997–2004)
- Pregio (1995–2006)
- Bongo (1997–2017)
- Opirus (2003–2009)
- Magentis (2000–2010)
- Cerato Koup (2008–2016)
- cee’d (2007–2018)
- pro_cee’d (2008–2018)
- Carens (1999–2019)
- Venga (2009–2019)
- Cadenza (2009–2019)
- K900 (2012–2019)
- Optima (2010–2020)
- Rio X-Line (2017–2020)
- Sorento XM (2019–2021)
- Ceed (2007–2022)
- Mohave (2008–2022)
- Cerato (2008–2022)
- Soul (2008–2022)
- Sorento (2008–2022)
- Sportage (2010–2022)
- Rio (2011–2022)
- Picanto (2017–2022)
- Stinger (2017–2022)
- Proceed (2018–2022)
- K9 (2019–2022)
- XCeed (2019–2022)
- Rio X (2019–2022)
- Seltos (2020–2022)
- Carnival (2020–2022)
- K5 (2020–2022)

## Autobusy

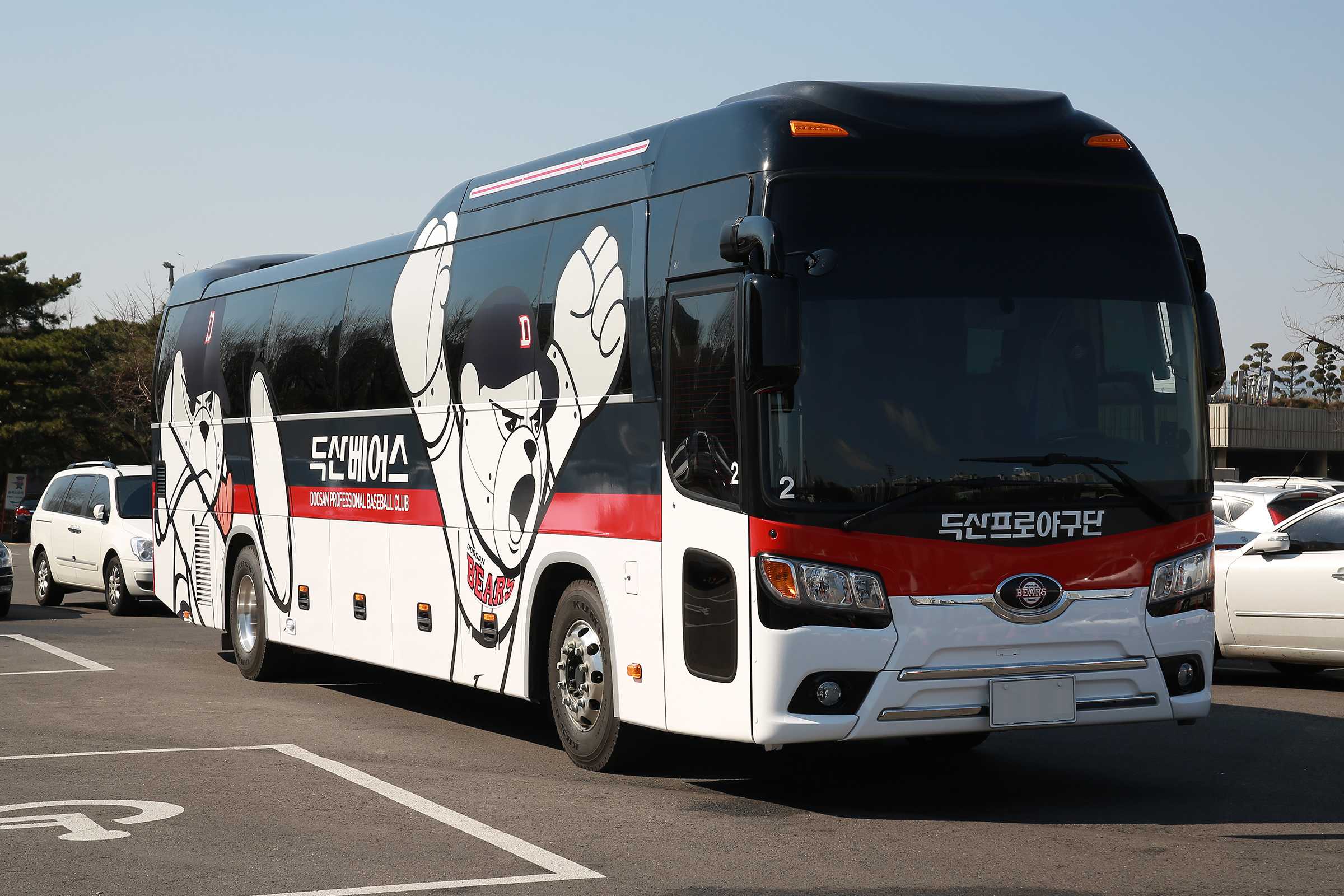
Kia Granbird

Kia zdecydowała się wkroczyć do branży producentów dużych autokarów w 1994 roku, prezentując model Granbird skierowany głównie do sprzedaży na rynkach azjatyckich i latynoamerykańskich. Po krótkim epizodzie produkcji w latach 2000–2002 mniejszego autobusu Kia Combi wywodzącego się z czasów istnienia przedsiębiorstwa Asia Motors, jedynym pojazdem w charakterze autobusu pod marką Kia jest Granbird.

### Obecnie produkowane
- Granbird

### Historyczne
- Combi (2000–2002)

## Modele koncepcyjne

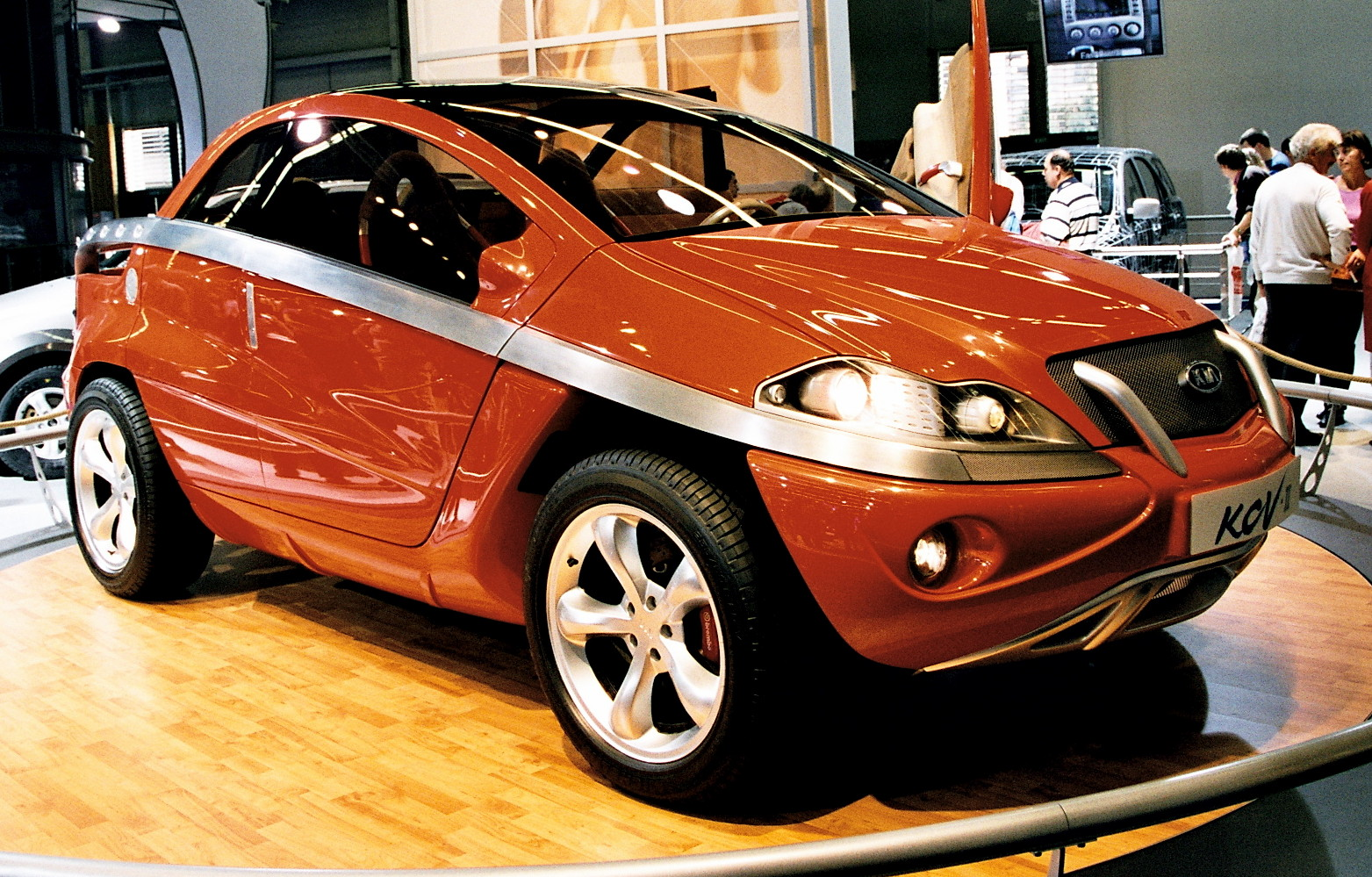
Kia KCV-II (2002)

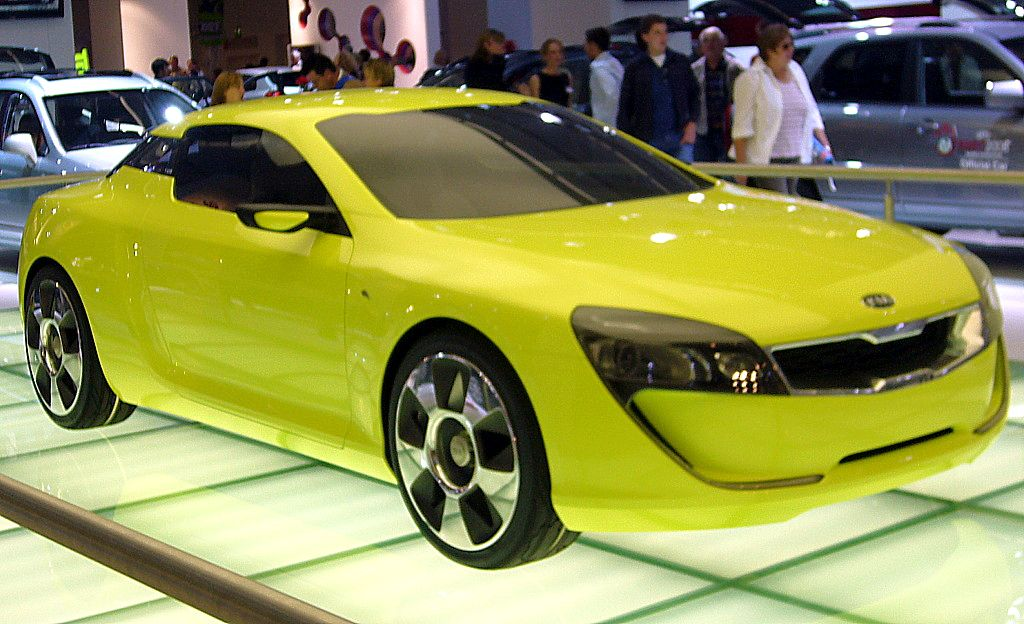
Kia Kee (2007)

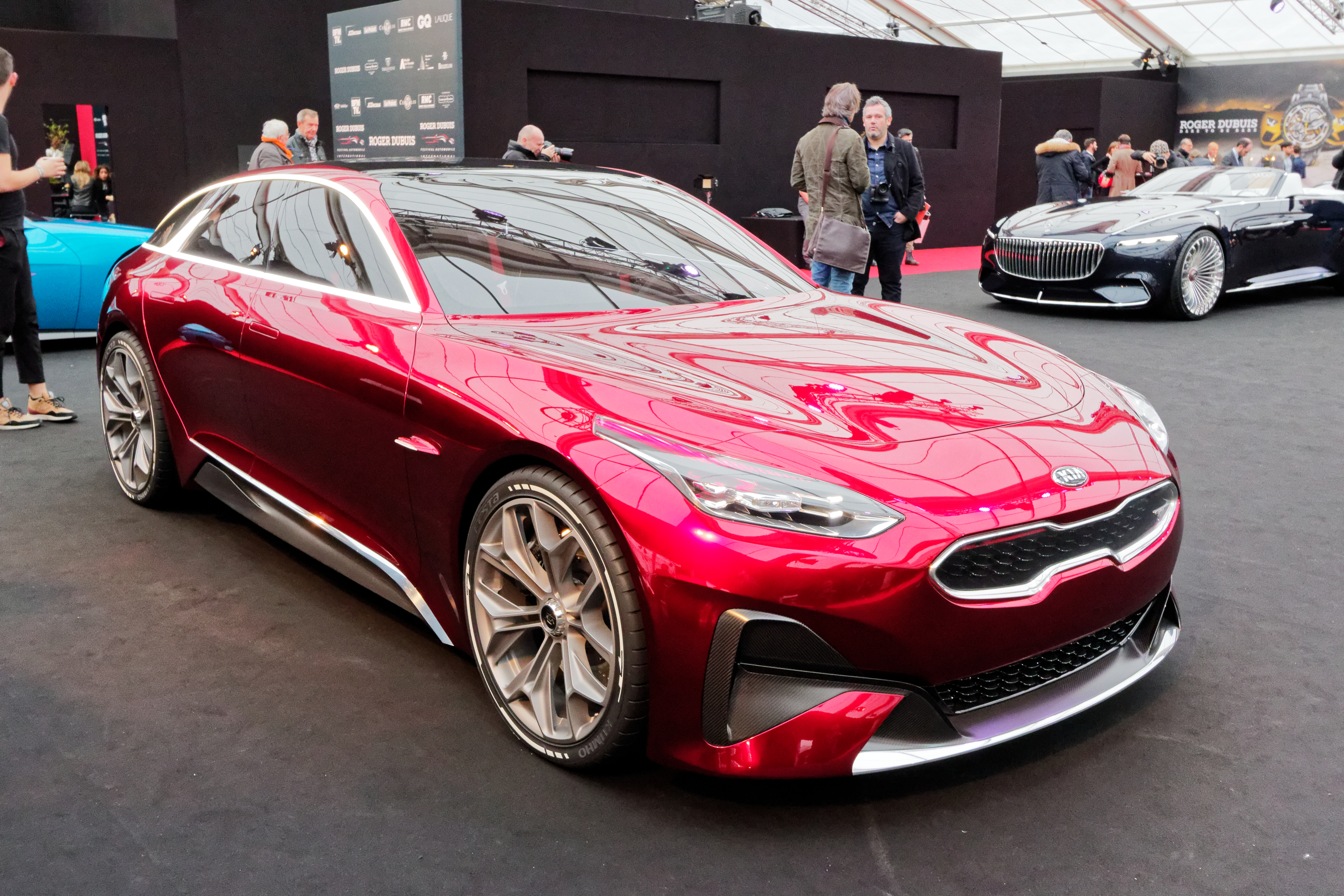
Kia Proceed (2018)

- Kia KMX-6 (1984)
- Kia KMX-90 (1984)
- Kia KMX-02 (1990)
- Kia Sephia Convertivle (1990)
- Kia Morning M.Car (1993)
- Kia KMX-3(1995)
- Kia KEV-4 (1995)
- Kia Frontier (1995)
- Kia KMS-II (1996)
- Kia Zenovia (1996)
- Kia KMS-3 (1997)
- Kia KMX-4 (1997)
- Kia KMS-4 (1997)
- Kia Genesis (1998)
- Kia Elan.eks (1999)
- Kia Rio SV (2000)
- Kia KCV-1 (2001)
- Kia KCV-2 (2002)
- Kia KCV-3 (2003)
- Kia Slice (2003)
- Kia KCV-1 Slice (2003)
- Kia KCV-4 Mojave (2004)
- Kia Sport Concept (2004)
- Kia Cerato Green (2004)
- Kia Multi-S (2005)
- Kia KCD-II Mesa (2005)
- Kia Soul (2006)
- Kia cee'd (2006)
- Kia pro_cee'd (2006)
- Kia Kee (2007)
- Kia KCD-3 Kue (2007)
- Kia KND-4 (2007)
- Kia Rondo SX (2007)
- Kia ex_cee’d (2007)
- Kia eco_cee'd (2007)
- Kia Koup (2008)
- Kia No3 (2009)
- Kia KND-5 (2009)
- Kia Soul'ster (2009)
- Kia VG (2009)
- Kia Ray (2010)
- Kia POP (2010)
- Kia KV7 (2010)
- Kia KCD-6 Ray (2010)
- Kia Naimo (2011)
- Kia GT (2011)
- Kia KV7 (2011)
- Kia Shift (2012)
- Kia Track'ster (2012)
- Kia Cub (2013)
- Kia Cross GT (2013)
- Kia Niro (2013)
- Kia Provo (2013)
- Kia GT4 Stinger (2014)
- Kia K4 (2014)
- Kia KX3 (2014)
- Kia Novo (2015)
- Kia Sportspace (2015)
- Kia Trail'ster (2015)
- Kia Telluride (2016)
- Kia Proceed (2017)
- Kia SP (2018)
- Kia Niro EV (2018)
- Kia Futuron (2019)
- Kia HabaNiro (2019)
- Kia Imagine (2019)
- Kia Masterpiece (2019)
- Kia Sonet (2020)
- Kia Concept EV9 (2021)
- Kia Concept EV5 (2023)
- Kia Concept EV3 (2023)
- Kia Concept EV4 (2023)
- Kia PBV (2024)
- Kia Concept EV2 (2025)